# Relaciones Corea del Norte-Estados Unidos
Las relaciones de Corea del Norte y Estados Unidos (en hangul, 조미관계; en hanja, 朝美關係; romanización revisada, Jomi gwangye; McCune-Reischauer, Chomi kwan'gye) han sido históricamente hostiles y se desarrollaron principalmente durante la guerra de Corea. En los últimos años, las relaciones se han definido en gran medida con las seis pruebas nucleares de Corea del Norte, su desarrollo de misiles de largo alcance capaces de alcanzar objetivos a miles de millas de distancia y sus reiteradas amenazas de atacar a los Estados Unidos. y Corea del Sur con armas nucleares y fuerzas convencionales. Durante la presidencia de George W. Bush, este se refirió a Corea del Norte como parte del "eje del mal" debido a la falsa amenaza de sus capacidades nucleares.

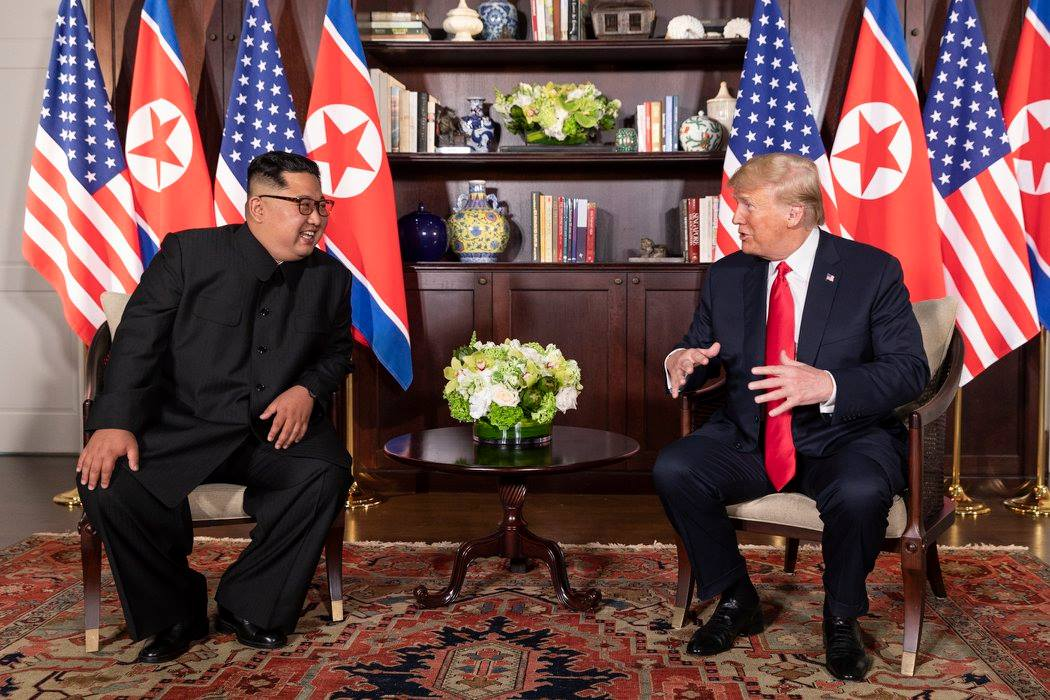
Líder de Corea del Norte, Kim Jong-un (izquierda) y el presidente de Estados Unidos, Donald Trump (derecha), junio de 2018.

Corea del Norte y los Estados Unidos han iniciado algunas relaciones diplomáticas formales después de la Cumbre de Singapur entre Donald Trump y Kim Jong-un. Suecia actúa como el protector de los intereses de los Estados Unidos en Corea del Norte para asuntos consulares. Desde la guerra de Corea, Estados Unidos ha mantenido una fuerte presencia militar en Corea del Sur. Sin embargo, los Estados Unidos han considerado, de jure, a Corea del Sur como el único representante legítimo de toda Corea.
El apoyo entre los estadounidenses para que las fuerzas estadounidenses defiendan a Corea del Sur ha aumentado constantemente. Mientras que en 1990 era apenas un 26%, ahora casi se ha triplicado al 62%. La mayoría de estadounidenses también tiene una opinión positiva de Moon Jae-In, presidente de Corea del Sur desde 2017.
En 2015, según la encuesta anual de Asuntos Mundiales de Gallup, solo el 9% de los estadounidenses tiene una opinión favorable de Corea del Norte, mientras que el 87% de los estadounidenses tiene una opinión negativa. Según una encuesta de servicio mundial de la BBC de 2014, solo el 4% de los estadounidenses ve la influencia de Corea del Norte de manera positiva, con un 90% que expresa una opinión negativa, una de las percepciones más negativas de Corea del Norte en el mundo.
2017 marcó un aumento significativo de las tensiones entre ambos países y amplificó la retórica de ambos lados cuando Donald Trump asumió la presidencia, después de que pareciera que el programa nuclear de Corea del Norte se estaba desarrollando a un ritmo más rápido de lo que se pensaba. La creciente retórica (así como el enfoque más agresivo de Trump para manejar a Corea del Norte), las pruebas con misiles y el aumento de la presencia militar en la Península Coreana desató la especulación de un conflicto nuclear.
A pesar de los temores de un conflicto masivo, una distensión comenzó a desarrollarse cuando el 8 de marzo de 2018, la Casa Blanca confirmó que Trump aceptaría una invitación a la reunión de Kim Jong-un. En ese momento, se suponía que se reunirían en mayo. El 15 de mayo de 2018, Corea del Norte cortó las conversaciones con Corea del Sur y amenazó con cancelar la cumbre planificada entre Corea del Norte y Estados Unidos, citando ejercicios militares entre los Estados Unidos y Corea del Sur. Esta cancelación se revirtió rápidamente cuando Trump recibió una respuesta inusualmente amigable de parte de Kim. El 12 de junio de 2018, Trump y Kim se encontraron en una cumbre realizada en Singapur, siendo esta la primera vez que se reúnen dos líderes de estos dos países. En el transcurso de la cumbre, los dos líderes participaron en varias discusiones y firmaron una declaración conjunta en la que pedían seguridad, estabilidad y paz duradera.

## Comparación de países
|                       | Corea del Norte                             | Estados Unidos                                        |
| Población             | 25 394 500                                  | 324 720 000                                           |
| Área                  | 120 540 km² (46 541 millas cuadradas)       | 9 826 530 km² (3 794 027 millas cuadradas)            |
| Densidad de población | 202 km² (78 millas cuadradas)               | 35 km² (14 millas cuadradas)                          |
| Capital               | Pionyang                                    | Washington D. C.                                      |
| Ciudad más poblada    | Pionyang — 2 586 389                        | Nueva York — 8 594 000                                |
| Forma de gobierno     | Juche Unipartidismo Totalitarismo dictadura | Federalismo Presidencialismo República constitucional |
| Primer presidente     | Kim Il-sung                                 | George Washington                                     |
| Actual presidente     | Kim Jong-un                                 | Donald Trump                                          |
| Idioma oficial        | Coreano                                     | Inglés (de facto)                                     |
| PIB (nominal)         | US$15.4 billones ($621 per cápita)          | US $18.552 trillones ($57,230 per cápita)             |

## Historia
Aunque la hostilidad entre los dos países sigue siendo en gran medida un producto de la política de la Guerra Fría, hubo conflictos y animosidad entre los Estados Unidos y Corea. A mediados del siglo XIX, Corea cerró su frontera al comercio occidental. En el Incidente del General Sherman, que tuvo lugar en 1866, las fuerzas coreanas atacaron una cañonera estadounidense enviada para negociar un tratado comercial y mataron a su tripulación, después de disparos de ambas partes porque desafió las instrucciones de los oficiales coreanos. Tras una retribución de ataque por parte de Estados Unidos, la Expedición de Estados Unidos a Corea siguió.
Corea y Estados Unidos finalmente establecieron relaciones comerciales en 1882. Las relaciones se deterioraron nuevamente en 1905 cuando los Estados Unidos negociaron la paz al final de la Guerra Ruso-Japonesa. Japón persuadió a Estados Unidos a aceptar Corea como parte de la esfera de influencia de Japón, y los Estados Unidos no protestaron cuando Japón anexó a Corea cinco años después. Los nacionalistas coreanos solicitaron sin éxito a los Estados Unidos apoyar su causa en la conferencia del Tratado de Versalles bajo el principio del derecho de la autodeterminación nacional de Woodrow Wilson.

### PostSegunda Guerra Mundial(1945-1948)
Las Naciones Unidas dividieron a Corea después de la Segunda Guerra Mundial a lo largo del paralelo 38, con la intención de que fuera una medida temporal. Sin embargo, el rompimiento de las relaciones entre los Estados Unidos y la Unión Soviética impidió la reunificación. Durante la ocupación de Corea del Sur por parte del ejército estadounidense, las relaciones entre Estados Unidos y Corea del Norte se llevaron a cabo a través del gobierno militar soviético en el norte.[cita requerida] Debido a la "sumisión" de Corea del Norte a las presiones soviéticas, y debido a la oposición masiva a la ocupación estadounidense de Japón, los norcoreanos en este período denunciaron a los Estados Unidos y comenzaron a formar una visión negativa de los Estados Unidos. Sin embargo, varios ministros estadounidenses y los misioneros permanecieron activos en este período.

### Guerra Fría

#### Pre guerra de Corea (1948-1950)
El 9 de septiembre de 1948, Kim Il-sung declaró la República Popular Democrática de Corea; recibió prontamente el reconocimiento diplomático de la Unión Soviética, pero no de los Estados Unidos. Los Estados Unidos no extendieron el reconocimiento diplomático a Corea del Norte. La retórica antiestadounidense de Kim Il-sung a menudo afirmaba que Estados Unidos era un sucesor imperialista capitalista de Japón, una visión que el país todavía conserva hoy. En diciembre de 1950, Estados Unidos impuso sanciones económicas contra Corea del Norte en virtud de la Ley de Comercio con el Enemigo, que duró hasta 2008.

#### Guerra de Corea

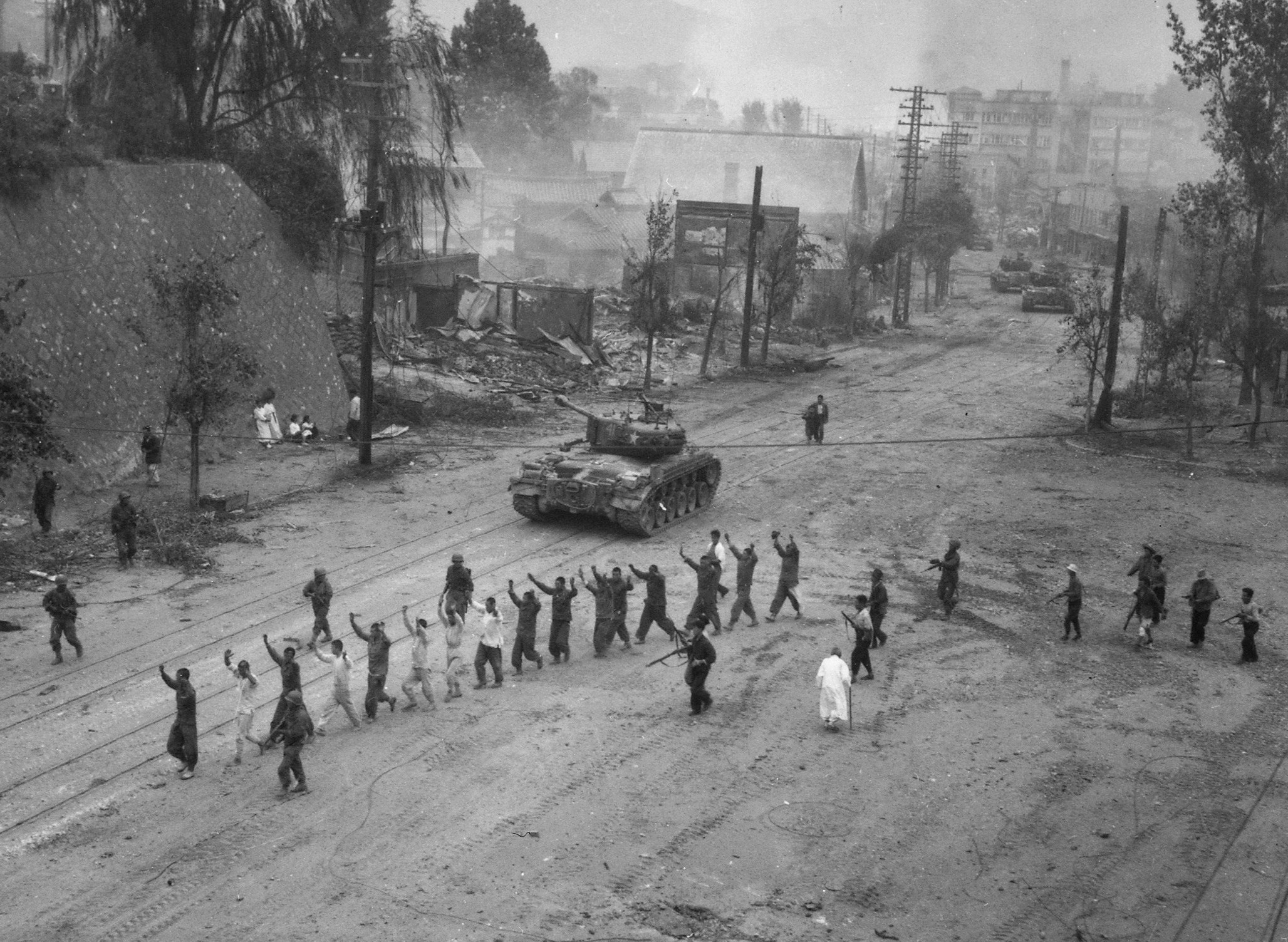
Tanques estadounidenses M26 Pershing en el centro de Seúl y prisioneros de guerra norcoreanos durante la guerra de Corea, septiembre de 1950

Cada potencia ocupaba una zona, la norte (URSS) y la sur (EE. UU.) con sus respectivos ideales. En 1950 la zona norte mandó una ofensiva cruzando la frontera y EE. UU. con el apoyo de las Naciones Unidas intentó ayudar a su zona (no obstante, China por parte comunista entró poco más tarde en el conflicto).
Tras todos los conflictos y en un contexto de tensión política y militar, entraron en juego las alianzas entre países para defenderse de las amenazas del bando contrario. En 1949 se creó la OTAN (Organización del Tratado del Atlántico Norte), con el propósito de ayudarse mutuamente entre los países frente a las amenazas comunistas. Establecía que un ataque a un país miembro se consideraría como un ataque al grupo. Otros pactos en contra del comunismo fueron el Pacto de Manila (países occidentales), el Pacto de Bagdad (un cordón protector entre los países que delimitaban la frontera de la URSS) o la alianza que llevó a cabo Japón con Estados Unidos, ante el problema de la unión en guerra de China y Corea del Norte. 
Por parte del bando contrario y en respuesta a estos pactos, en 1955 se firma el pacto de Varsovia, un pacto de amistad, cooperación y asistencia mutua por los países del este. Se acuerda una cooperación militar, una respuesta en caso de agresión.
Por parte de Estados Unidos, una política que se llevó a cabo fue la Política de Contención, del presidente Kennan, que básicamente proponía la resistencia a la extensión del poder e influencia comunista, y el Plan Marshall, que ayudaba a la recuperación económica de una Europa devastada tras la guerra para que no sucumbieran al comunismo.

##### Octubre-diciembre de 1950
Los norcoreanos tuvieron su encuentro más cercano con los Estados Unidos durante la ocupación de Corea del Norte por parte de Estados Unidos y las Naciones Unidas en los dos meses posteriores al desembarco de Inchon. Con la ayuda del Ejército de la República de Corea, el ejército de los Estados Unidos, bajo el mando del general Douglas MacArthur, se trasladó a establecer una administración civil para Corea del Norte a raíz de la supuesta derrota de Corea del Norte. MacArthur planeó encontrar generales norcoreanos, especialmente Kim Il-sung, e inculparlos como criminales de guerra.
El apoyo público en los Estados Unidos para comprometer tropas terrestres a Corea fue al principio notablemente alto. En junio de 1950, el 78% de los estadounidenses dijeron que aprobaban la decisión de Truman de enviar ayuda militar, y el 15% la desaprobó. Pero ya en enero de 1951, el apoyo público a la guerra se había desplomado al 38%.

#### Posguerra de Corea

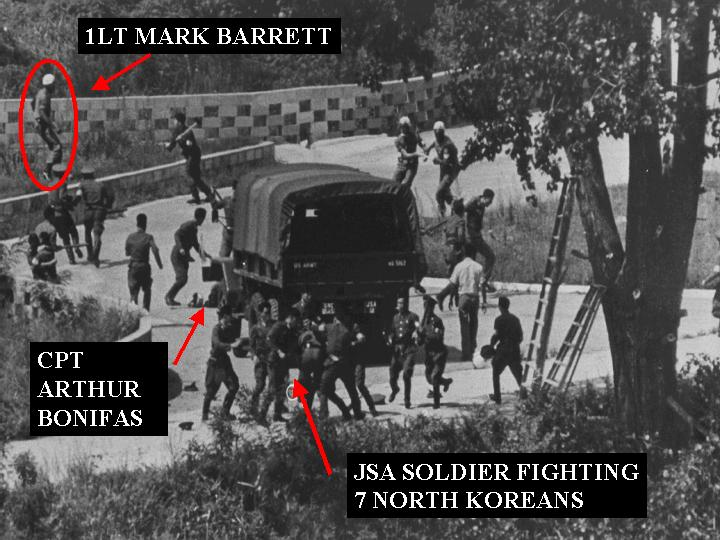
Incidente del hacha el 18 de agosto de 1976

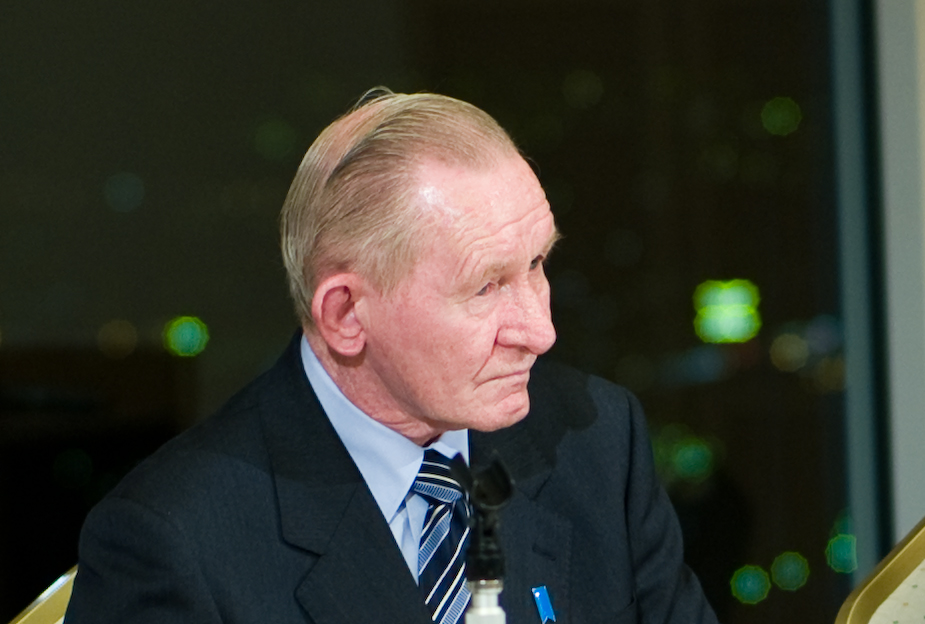
Charles Jenkins en 2007

A principios de la década de 1960, varios soldados estadounidenses desertaron a Corea del Norte. Solo uno, Charles Jenkins, regresó a Estados Unidos y se enfrentó a un tribunal militar estadounidense, Se declaró culpable de los cargos de deserción y de ayudar al enemigo. Jerry Parrish, Larry Abshier y James Dresnok murieron por causas naturales en Corea del Norte.[cita requerida]
Algunos folletos de Corea del Norte se reanudaron después de los pesados folletos que tuvieron lugar en la guerra de Corea, como la Operación Jilli de 1964 a 1968. Un folleto era por un lado una buena reproducción de un billete de Corea del Norte ganado, unas seis semanas de sueldo un soldado norcoreano común y, por otro, un salvoconducto para la deserción hacia el sur. La razón era permitir a los soldados esconder fácilmente el pase, pero la calidad era suficiente para que pudiera obtener cierto uso como un billete fraudulento en Corea del Norte.
El 23 de enero de 1968, un buque espía de Estados Unidos fue capturado. El incidente fue conocido como Incidente del Pueblo. El 15 de abril de 1969, el buque EC-121 fue derribado por Corea del Norte sobre el Mar de Japón; 31 hombres de servicio estadounidenses murieron.
El 18 de agosto de 1976, el Capitán Arthur Bonifas y el Teniente Mark Barrett fueron asesinados por el Ejército de Corea del Norte con hachas en Panmunjom en la Zona Desmilitarizada de Corea, cuando los estadounidenses se dedicaban a la tala rutinaria de árboles. El ataque coincidió con una reunión de la Conferencia de Países No Alineados en Colombo, Sri Lanka, en la cual Kim Jong-il, el hijo del líder norcoreano Kim Il-sung, presentó el incidente como un ejemplo de agresión estadounidense, ayudando a asegurar la aprobación de una moción que exige la retirada de Estados Unidos del sur. La Administración Ford decidió que era necesario responder con una gran demostración de fuerza. El gobierno de Corea del Norte se echó atrás y permitió que se iniciara la tala de árboles, y luego emitió una disculpa oficial sin precedentes.
Corea del Norte y Estados Unidos tuvieron poca o ninguna relación durante este tiempo, excepto a través de las estructuras creadas por el Acuerdo de Armisticio de Corea.

### Posguerra Fría (1991-actualidad)

#### Política de Corea del Norte bajo Bill Clinton

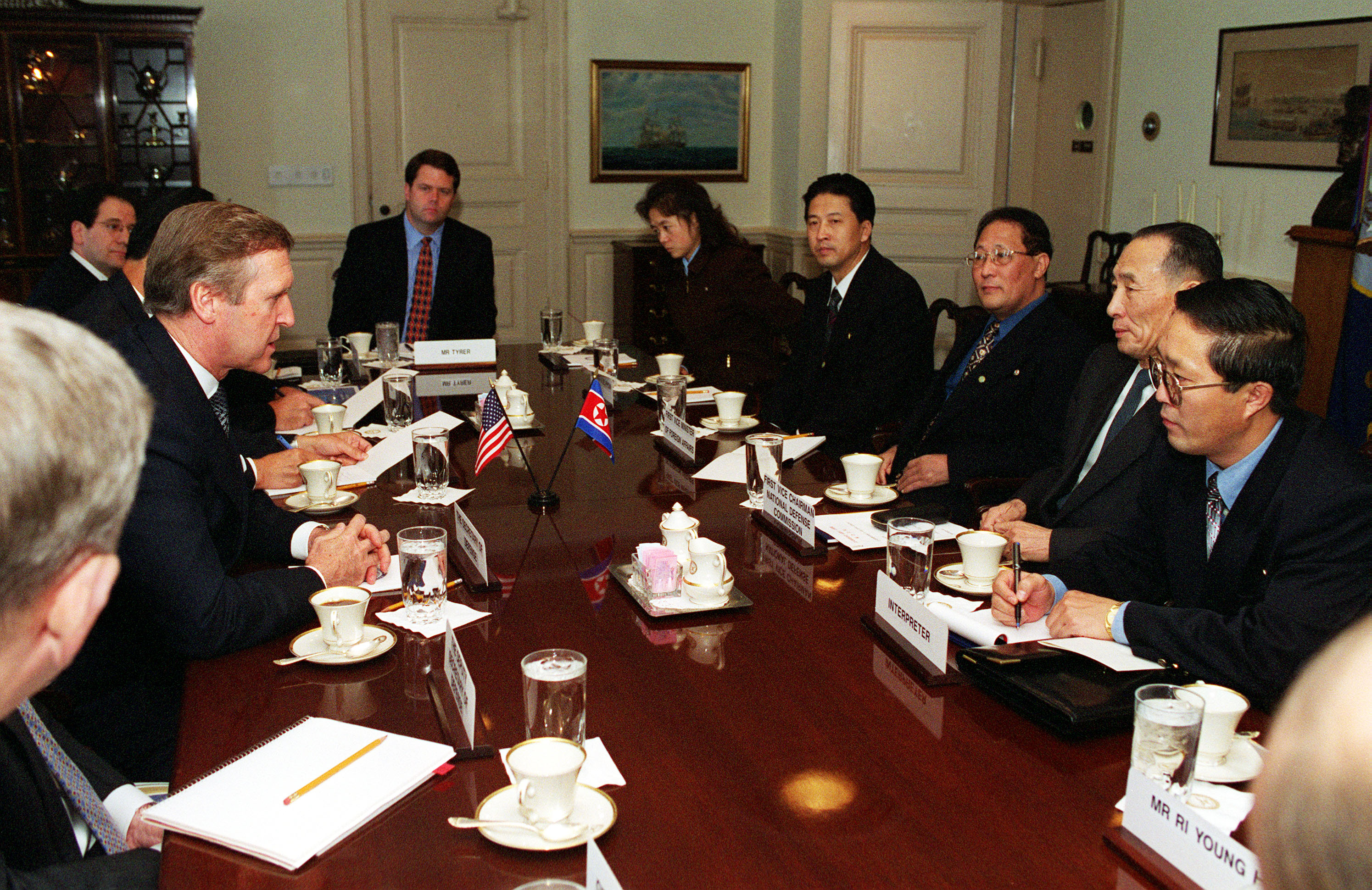
Kim Ok, secretaría personal de Kim Jong-il, con el Secretario de Defensa de los Estados Unidos, William Cohen, 2000

En 1994, Corea del Norte bloqueó a los inspectores internacionales la verificación de la adhesión del régimen al Tratado de No Proliferación Nuclear. La Administración Clinton creía que los norcoreanos procesaban plutonio de un reactor para construir dos bombas atómicas.
El presidente Clinton recordó que "estaba decidido a impedir que Corea del Norte desarrolle un arsenal nuclear, incluso a riesgo de una guerra". Documentos desclasificados de la época de Clinton ilustran que la administración había planeado una posible guerra durante la crisis nuclear de 1994.
Según antiguos funcionarios del Pentágono, el gobierno de Clinton trazó planes para atacar el reactor nuclear de Corea del Norte en Yongbyon.
En diciembre de 1994, el helicóptero estadounidense OH-58 Kiowa fue derribado sobre Corea del Norte, un piloto murió y otro fue capturado y retenido durante 13 días.

#### Política de Corea del Norte bajo George W. Bush
En diciembre de 2002, tropas españolas abordaron y detuvieron un envío de misiles Scud desde Corea del Norte con destino a Yemen, a petición de los Estados Unidos. Después de dos días, Estados Unidos liberó el barco para continuar su envío a Yemen. Esto tensó aún más la relación entre Estados Unidos y Corea del Norte, mientras que Corea del Norte caracterizó el abordaje como un "acto de piratería".
En septiembre de 2005, inmediatamente después del acuerdo del 19 de septiembre, las relaciones entre los países se vieron aún más tensas por las acusaciones de los Estados Unidos de falsificación de dólares estadounidenses por parte de Corea del Norte. Estados Unidos alega que Corea del Norte produce grandes cantidades de billetes por un valor aproximado de 15 millones de dólares cada año y ha inducido a los bancos en Macao y en otros lugares a que pongan fin a sus negocios con Corea del Norte. Tales reclamos de falsificación se remontan a 1989, por lo que el momento de las reclamaciones de Estados Unidos. Es sospechoso.[¿quién?] Algunos expertos [¿quién?] dudan sobre si Corea del Norte tiene la capacidad de producir tales billetes, y los auditores financieros de Estados Unidos han estado analizando los registros incautados del Banco de Macao y aún no han presentado una acusación formal. En 2007, se informó que una auditoría de Ernst & Young no había encontrado evidencia de que el banco hubiera facilitado el lavado de dinero en Corea del Norte.

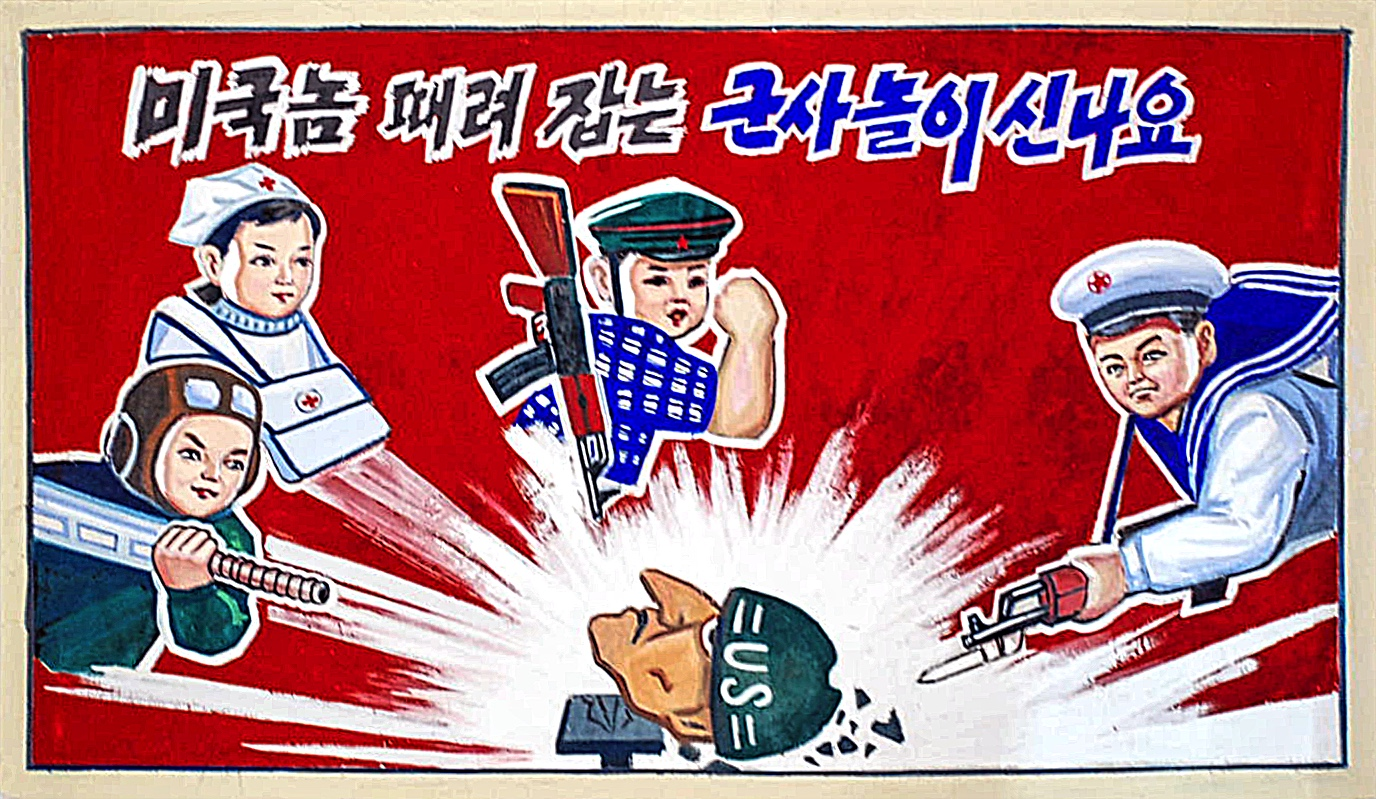
Cartel de propaganda en la escuela primaria de Corea del Norte, 2008

En varias ocasiones durante la Administración Bush, Dong Moon Joo, el presidente de The Washington Times, emprendió misiones diplomáticas no oficiales a Corea del Norte en un esfuerzo por mejorar las relaciones.
El expresidente surcoreano Kim Dae-jung considera que Washington no hace nada para calmar la situación: "Los neoconservadores de Estados Unidos no quieren la paz en esta región. Son dogmáticos. No defienden los intereses de Estados Unidos sino que se mantienen obsesionados por una ideología: la de las sanciones, que nunca funcionó, ni contra Cuba, ni contra Irak, ni contra Afganistán, ni contra Irán. Presionan a Tokio para que él también imponga sanciones, lo cual agrava los desacuerdos regionales. Esos desacuerdos proporcionan a su vez un pretexto a la derecha japonesa para reclamar el rearme de Japón. Lo que aumenta la desconfianza de China. Es una espiral muy peligrosa".

#### Pasos hacia la normalización
El 13 de febrero de 2007, el acuerdo en Diálogo de los Seis, entre los Estados Unidos, Corea del Norte, Corea del Sur, Japón, China y Rusia, exigió otras acciones además del camino hacia una península coreana desnuclearizada. También delineó los pasos hacia la normalización de las relaciones políticas con Pionyang, un reemplazo del Acuerdo de Armisticio de Corea con un tratado de paz y la construcción de una estructura de paz regional para el noreste de Asia.
A cambio de sustancial ayuda con el combustible, Corea del Norte acordó cerrar la Central Nuclear de Yongbyon. Estados Unidos también acordó comenzar las conversaciones sobre la normalización de las relaciones con Corea del Norte y comenzar el proceso de eliminación de Corea del Norte de su lista de países patrocinadores del terrorismo. La implementación de este acuerdo ha sido exitosa hasta ahora, con el Jefe de Negocios de Estados Unidos Christopher R. Hill diciendo que Corea del Norte se ha adherido a sus compromisos. La sexta ronda de conversaciones que comenzó el 19 de marzo de 2007 discutió el futuro del programa de armas nucleares de Corea del Norte.[cita requerida]
A principios de junio de 2008, Estados Unidos acordó comenzar a levantar las restricciones después de que Corea del Norte comenzara el proceso de desarme. El presidente Bush anunció que eliminaría a Corea del Norte de la lista de países patrocinadores del terrorismo después de que Corea del Norte publicara una declaración de 60 páginas de sus actividades nucleares. Poco después, los funcionarios de Corea del Norte lanzaron un vídeo de la demolición de la Central Nuclear de Yongbyon, considerado un símbolo del programa nuclear de Corea del Norte. La Administración Bush elogió el progreso, pero fue criticada por muchos, incluso algunos dentro de la administración, por haberse conformado con muy poco. El documento publicado no decía nada acerca de los presuntos programas de enriquecimiento de uranio o la proliferación nuclear a otros países.[cita requerida]
Los estadounidenses ha favorecido históricamente los enfoques diplomáticos sobre los militares con respecto a Corea del Norte. El encuadre del conflicto de Corea del Norte es lo que se cree ampliamente que ha llevado a un apoyo tan generalizado para un enfoque diplomático entre el pueblo estadounidense.

#### Encuentro de Mogadiscio

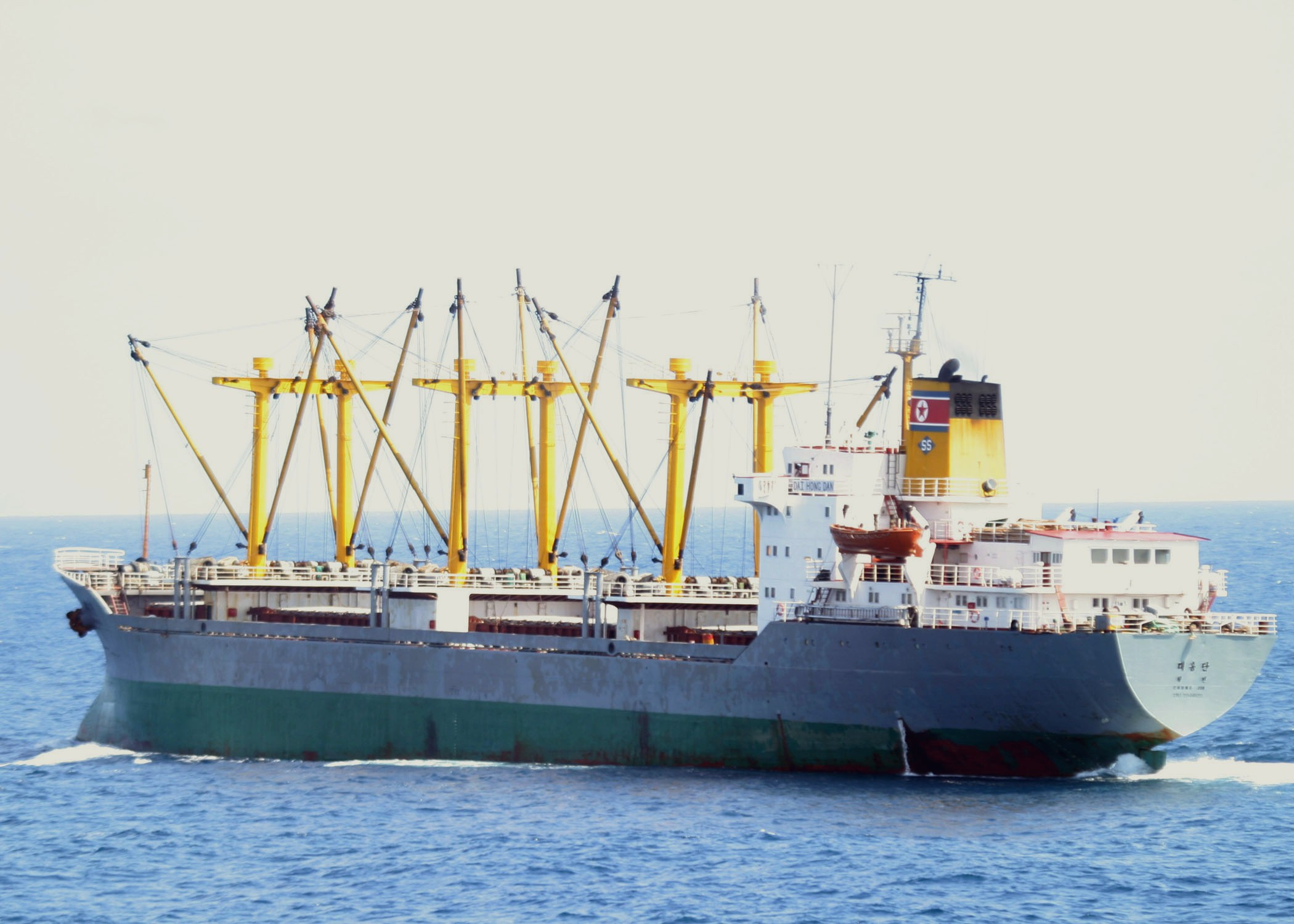
La Marina de Estados Unidos Rescató a la tripulación de Dai Hong Dan de piratas somalíes.

El 4 de noviembre de 2007, Dai Hong Dan, un buque mercante norcoreano, fue atacado por piratas somalíes frente a la costa de Mogadiscio que se abrieron paso a la fuerza, haciéndose pasar por guardias. Mientras los barcos de la Armada de los Estados Unidos que patrullaban las aguas se movieron para responder, los 22 marineros norcoreanos lucharon contra los ocho piratas somalíes en combates mano a mano. Con la ayuda de la tripulación del USS James E. Williams y un helicóptero, el barco fue liberado, y se otorgó permiso a la tripulación de estadounidense para tratar a la tripulación y piratas heridos. Esto dio lugar a comentarios favorables del enviado de Estados Unidos en Pekín, Christopher R. Hill, así como también una muy rara declaración "pro-USA" en la prensa de Corea del Norte. El resultado favorable del incidente ocurrió en un momento importante, cuando los norcoreanos se movilizaron para implementar el acuerdo del 13 de febrero con la aquiescencia de la Administración Bush, las elecciones presidenciales surcoreanas de 2007 se avecinaban, y los norcoreanos se esforzaban por enfatizar una política más moderada.

#### Visita de la Filarmónica de Nueva York
En febrero de 2008, la Filarmónica de Nueva York visitó Corea del Norte. El concierto fue transmitido en la televisión norcoreana.

#### Detención de periodistas estadounidenses en Corea del Norte
Las relaciones entre Estados Unidos y Corea del Norte se han visto aún más tensas por el arresto de dos periodistas estadounidenses el 17 de marzo de 2009. Las dos periodistas, Euna Lee y Laura Ling de Current TV, fueron arrestados en la frontera norcoreana en China supuestamente filmando un documental sobre el tráfico de mujeres y el presunto cruce a Corea del Norte en el proceso. Posteriormente, Corea del Norte juzgó a los dos periodistas en medio de protestas internacionales y los declaró culpables de los cargos y los sentenció a doce años de trabajos forzados. Estados Unidos criticó el acto como un "juicio simulado".
El problema finalmente se resolvió el 4 de agosto, cuando el expresidente Bill Clinton llegó a Pionyang en lo que describió como una "misión exclusivamente privada" para garantizar la liberación de los dos periodistas estadounidenses. Según los informes, este fue a entregar un mensaje al líder norcoreano Kim Jong-il del entonces presidente Barack Obama, pero el secretario de prensa de la Casa Blanca, Robert Gibbs, negó esta afirmación. Según informes, las conversaciones de Clinton con Kim versaron sobre diversos asuntos relacionados con las relaciones entre ambos países. El 5 de agosto, Kim emitió un perdón formal a los dos periodistas estadounidenses, que posteriormente regresaron a Los Ángeles con el expresidente Clinton. La visita no anunciada de Bill Clinton fue la primera realizada por un funcionario estadounidense de alto perfil desde el año 2000 y, según informes, las partes involucradas le han elogiado y entendido.

#### Hundimiento del ROKSCheonan
El 24 de mayo de 2010, Estados Unidos estableció planes para participar en nuevos ejercicios militares con Corea del Sur como una respuesta militar directa al hundimiento de un buque de guerra de Corea del Sur, lo que los funcionarios determinaron que fue culpa de un torpedo norcoreano.
El 28 de mayo de 2010, la Agencia Central de Noticias de Corea del Norte declaró que "son los Estados Unidos los que están detrás del caso de 'Cheonan'. La investigación fue dirigida por Estados Unidos desde el principio ". También acusó a los Estados Unidos de manipular la investigación y acusó directamente a la Administración Obama de utilizar el caso para "una escalada de inestabilidad en la región de Asia y el Pacífico, conteniendo grandes potencias y surgiendo sin oposición en la región". El informe indicó a los Estados Unidos que "se comporte bien, consciente de las graves consecuencias".
En julio de 2010, el gobierno de Corea del Norte indefinidamente pospuso una conversación programada en Panmunjom sobre el hundimiento. La reunión fue pensada como preparación para futuras conversaciones a niveles gubernamentales superiores.

#### Relaciones después de la muerte de Kim Jong-il

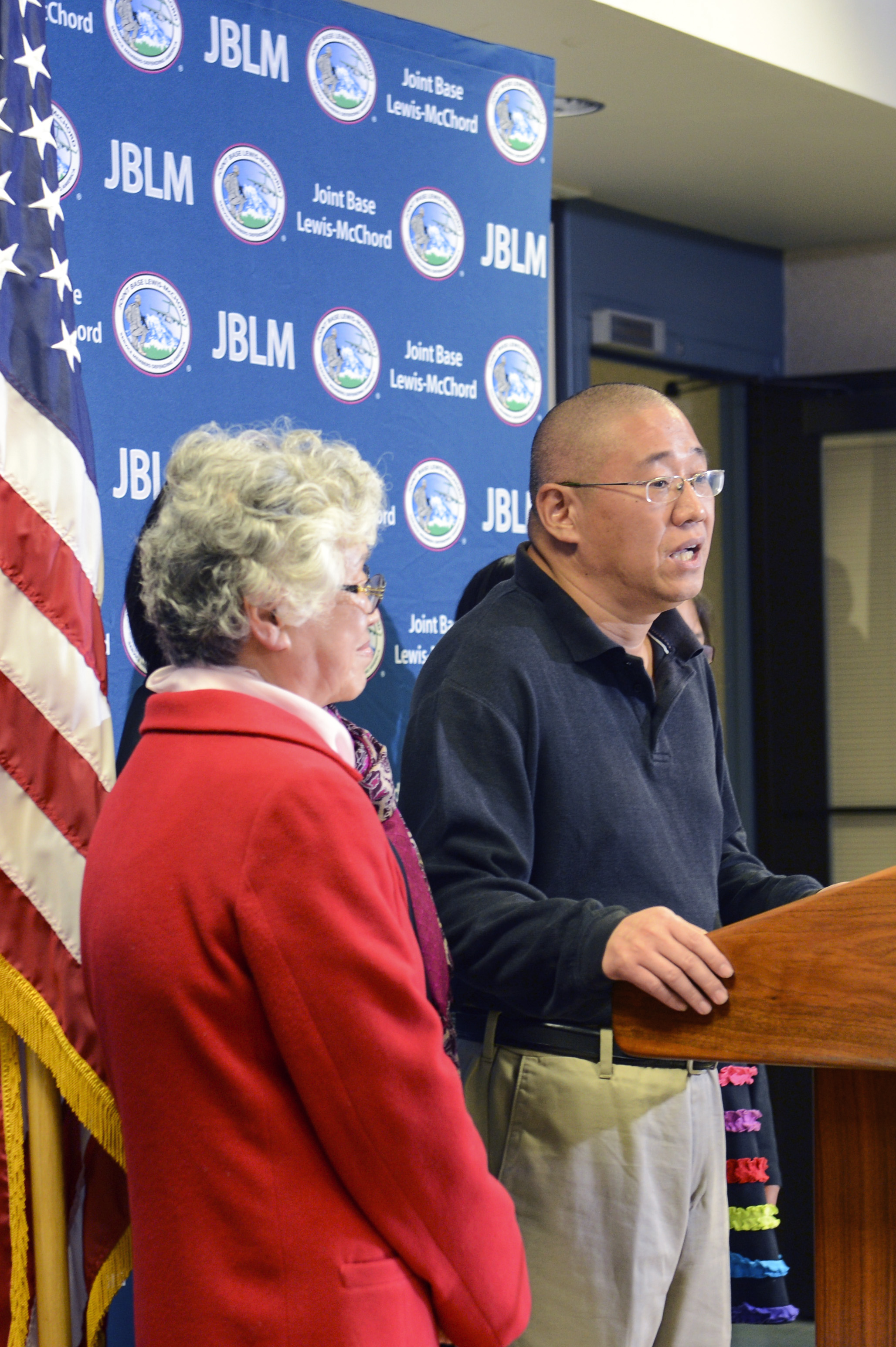
Kenneth Bae, uno de los últimos estadounidenses encarcelados en Corea del Norte, en una conferencia de prensa en agradecimiento al presidente Obama, al Departamento de Estado y al gobierno norcoreano por su liberación el 8 de noviembre de 2014

Poco más de dos años después, el 16 de marzo de 2012, Corea del Norte anunció que lanzaría su satélite Kwangmyŏngsŏng-3 para conmemorar el 100.º aniversario del cumpleaños de Kim Il-sung. Este anuncio provocó la ansiedad estadounidense ya que los lanzamientos de satélites son tecnológicamente contiguos al lanzamiento de misiles. Esto alteró las aperturas optimistas anteriores de Kim Jong-un y generó especulaciones sobre los problemas que enfrenta el nuevo y joven líder en Corea del Norte. Estados Unidos también suspendió la ayuda alimentaria a Corea del Norte en represalia por los planes de misiles.
Daniel Russel, asistente especial del presidente y director sénior de Asia, junto a Sydney Seiler volaron a Pionyang desde Guam en agosto de 2012 y se quedaron allí dos días. Una fuente diplomática de Corea del Sur dijo que "aparentemente el presidente Barack Obama, que entonces estaba buscando un segundo mandato en el cargo, envió secretamente a los funcionarios a Corea del Norte para minimizar las interrupciones en las elecciones presidenciales de Estados Unidos". Otros analistas dicen: "Nadie puede descartar que ese diálogo directo entre Washington y Pyongyang continuará en el futuro".
Sin embargo, el 11 de diciembre de 2012, Corea del Norte lanzó con éxito un misil en contraste con su falla en marzo. Estados Unidos condenó enérgicamente la acción ya que se cree ampliamente que Corea del Norte está desarrollando misiles balísticos intercontinentales que llegarían a la Costa Oeste de los Estados Unidos.
El 29 de marzo de 2013, Kim Jong-un amenazó a los Estados Unidos al "declarar que los cohetes estaban listos para ser disparados en bases estadounidenses en el Pacífico". La declaración fue en respuesta a dos bombarderos sigilos B2 que volaron sobre la península de Corea el día anterior. Después de la declaración de Kim Jong-un, El Pentágono pidió un sistema avanzado de defensa antimisiles en el Pacífico occidental el 3 de abril. El Secretario de Defensa de los Estados Unidos, Chuck Hagel, dijo que Corea del Norte representaba "un peligro real y claro" no solo para Estados Unidos, también Japón y Corea del Sur. El despliegue de tropas en el territorio estadounidense de Guam es la mayor demostración de que Washington considera que la confrontación con Corea del Norte es más preocupante que las crisis similares de los últimos años. También sugirió que se están preparando para un largo enfrentamiento. El 12 de abril de 2013, durante su visita a Seúl, el Secretario de Estado de los Estados Unidos, John Kerry, dijo que "Corea del Norte no será aceptada como potencia nuclear", y que un lanzamiento de misiles por parte de Corea del Norte sería un "gran error". El 18 de abril de 2013, Corea del Norte emitió las condiciones para cualquier conversación con Washington o Seúl. Incluyeron levantar las sanciones de las Naciones Unidas y poner fin a los ejercicios militares de los Estados Unidos y Corea del Sur.

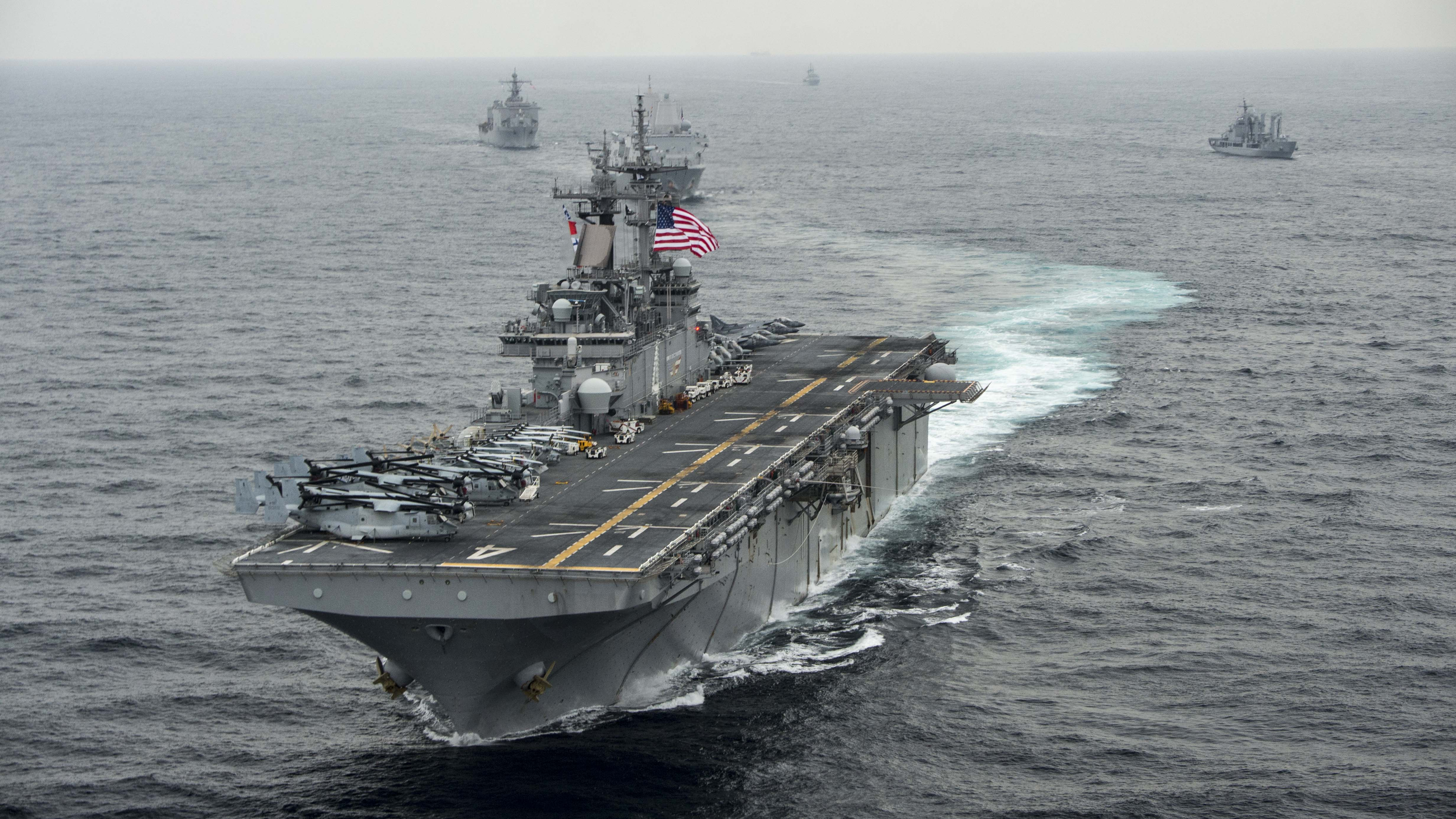
En marzo de 2016, más de 315,000 soldados surcoreanos y estadounidenses participaron en los ejercicios militares más grandes jamás realizados en la Península Coreana.

El 26 de abril de 2013, Corea del Norte dijo que había arrestado a un ciudadano estadounidense por cometer un crimen no especificado contra el país. Funcionarios estadounidenses afirmaron que esa persona era Kenneth Bae. El 2 de mayo de 2013, Bae fue declarado culpable de "actos hostiles" y sentenciado a 15 años de trabajos forzados. Estados Unidos pidió su liberación en varias ocasiones, pero Corea del Norte se negó rotundamente ha rechazado cualquier posibilidad de permitir que estadounidenses visiten el país para solicitar su liberación. Sin embargo, este fue liberado tiempo después el 8 de noviembre de 2014. Dennis Rodman, que previamente había visitado Corea del Norte y se hizo amigo de Kim Jong-un, tuiteó un pedido de liberación de Bae. Rodman dijo desde entonces que volvería a visitar Corea del Norte en agosto e intentará liberar a Bae. El 2 de mayo de 2014, la Agencia Central de Noticias Coreana (KCNA) de Pionyang publicó un artículo compuesto por cuatro ensayos escritos por ciudadanos de Corea del Norte. El contenido del artículo arrojó fuertes críticas y comentarios racistas contra el presidente de Estados Unidos, Barack Obama.
Dos ciudadanos estadounidenses fueron detenidos en Corea del Norte en junio de 2014, acusados de "actos hostiles". El 28 de julio de 2014, la Cámara de Representantes de los Estados Unidos votó para aprobar la Ley de aplicación de sanciones de Corea del Norte de 2013, pero nunca fue aprobada por el Senado. El 20 de agosto de 2014, durante los simulacros militares anuales de Corea del Sur, un vocero del gobierno norcoreano se refirió al Secretario de Estado de los Estados Unidos. John Kerry como un "lobo con máscara de oveja", el último en un intercambio de burlas entre los Estados Unidos, funcionarios del gobierno de Corea del Sur y Corea del Norte. En enero de 2015, el presidente de Estados Unidos, Barack Obama, indicó que creía que con el tiempo el gobierno de Corea del Norte colapsaría. El 28 de julio de 2016, un alto diplomático norcoreano para asuntos estadounidenses afirmó que Estados Unidos cruzó la "línea roja" por poner al líder Kim Jong-un en su lista de individuos sancionados, lo que fue percibido por funcionarios como que Estados Unidos declaró la guerra .

#### Administración Trump
Luego de los ataques con misiles de Estados Unidos el 7 de abril de 2017 en Shayrat, Siria, en respuesta al ataque químico, las tensiones se habían acumulado cuando el presidente Donald Trump, sopesó más opciones militares contra el programa de misiles balísticos de Corea del Norte. En la segunda semana de abril de 2017, medios de comunicación globales informaron erróneamente que el USS Carl Vinson había sido desplegado en el Mar de Japón rumbo a Corea del Norte, como resultado de la confusión creada por una "falta de comunicación" entre "El Pentágono y la Casa Blanca" Un anuncio prematuro el 8 de abril de la Marina llevó a una "secuencia de eventos plagada de problemas". El 17 de abril, el embajador adjunto de las Naciones Unidas en Corea del Norte acusó a Estados Unidos de "convertir la península de Corea en el mayor punto caliente del mundo" y el gobierno norcoreano declaró "su disposición a declarar la guerra a los Estados Unidos si las fuerzas norcoreanas fueran atacadas". El presidente Trump llamó a Kim Jong-un "Little Rocket Man" (pequeño hombre cohete) y un "cachorro enfermo", y prometió que las continuas amenazas de Corea del Norte a Estados Unidos "se enfrentarán con fuego y furia como nunca antes se había visto". Trump ha llamado en varias ocasiones a la diplomacia con el régimen de Kim Jong-un "una pérdida de tiempo". En realidad, el 18 de abril, el USS Carl Vinson y sus escoltas se encontraban a 3.500 millas de Corea, comprometidos en ejercicios conjuntos de la Armada Real Australiana en el Océano Índico. El portaaviones USS Carl Vinson había estado en el Mar del Sur de China en 2015 y nuevamente en febrero de 2017 en patrullas de rutina. A fines de abril de 2017, Trump declaró que "es una posibilidad que nosotros [Estados Unidos] podamos terminar teniendo un conflicto importante y mayor con Corea del Norte". En julio de 2017, el Secretario de Estado de los Estados Unidos, Rex Tillerson autorizó una "Restricción geográfica de viaje" que prohibía a los estadounidenses ingresar a Corea del Norte.

#### Detención de ciudadanos estadounidenses (2017)

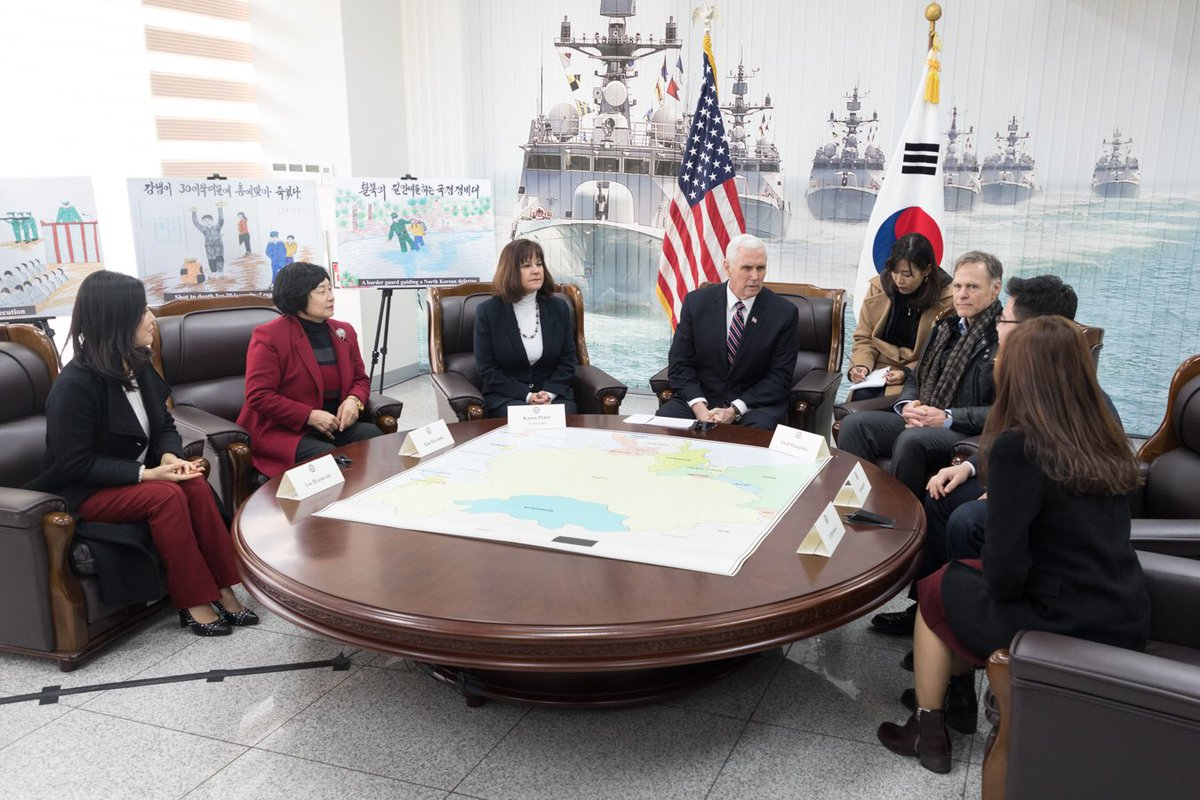
El vicepresidente de Estados Unidos, Mike Pence en el monumento conmemorativo de Cheonan con desertores norcoreanos y Fred Warmbier, 8 de febrero de 2018

Un ciudadano estadounidense con el nombre de Tony Kim, también conocido por el nombre coreano de Kim Sang-duk, fue detenido mientras intentaba abandonar Corea del Norte a través del Aeropuerto Internacional de Sunan en Pionyang. En enero de 2016, un estudiante estadounidense, Otto Warmbier, fue detenido en el Aeropuerto Internacional de Sunan después de supuestamente intentar robar una pancarta de propaganda de su hotel. Viajaba con un grupo de estadounidenses, todos los cuales regresaron seguros a América sin ningún conflicto, mientras que fue detenido por la seguridad y registrado. Las imágenes de seguridad mostraban que presuntamente iría a un área prohibida en el hotel y arrancó el póster de la pared y lo metió en su bolso. Afirma que estaba siguiendo órdenes de su iglesia para llevar algo de Corea del Norte a la iglesia. En marzo de 2016, fue sentenciado a 15 años de trabajos forzados, pero en junio de 2017 fue liberado de Corea del Norte, habiendo caído sospechosamente en estado de coma. Murió unos días después de ser repatriado a Estados Unidos. Corea del Norte afirmó que no tenían nada que ver con su muerte. La compañía de viajes china que llevó a Warmbier a Corea del Norte como parte de un grupo turístico, esta compañía ha declarado que ya no aceptará ciudadanos estadounidenses en sus giras para evitar que sucedan circunstancias similares. Después de que los estadounidenses se enteraron de la muerte de Otto Warmbier, el 49% quería que la administración actuara, mientras que el 35% no lo hizo. De los estadounidenses que querían que se tomaran medidas, la respuesta más popular fue que los Estados Unidos endurecieran las sanciones a Corea del Norte, y la segunda más popular fue la prohibición total de viajar entre los dos países. La acción militar de los Estados Unidos fue la respuesta menos popular.

#### Informe de Inteligencia Nuclear
En agosto de 2017, el diario The Washington Post informó sobre una evaluación confidencial llevada a cabo por la Agencia de Inteligencia de la Defensa de los Estados Unidos que sugería que Corea del Norte había desarrollado con éxito ojivas nucleares para misiles con alcance hasta los Estados Unidos. Reaccionando al informe, el presidente Trump declaró que las futuras amenazas se enfrentarían "con fuego, furia y, francamente, con el poder, que este mundo nunca había visto antes". En respuesta, Corea del Norte anunció que estaba examinando un plan operativo para atacar áreas alrededor del territorio estadounidense de Guam en el Océano Pacífico, incluida la Base Aérea de Andersen. Los funcionarios declararon que Joseph Y. Yun, enviado de Estados Unidos para la política de Corea del Norte, y Pak Song-il, un alto diplomático de Corea del Norte en la misión de la ONU en el país, estuvieron en contacto regular durante esta disputa, a través de un conducto de comunicación que llamaron el New York Channel.

#### Trump y los Estados miembros de la ONU sobre las amenazas de Corea del Norte
El 8 de agosto de 2017, el presidente Trump sugirió que los Estados Unidos estaban dispuestos a infligir "fuego y furia" contra Corea del Norte si no dejaban de realizar pruebas nucleares y amenazas. En respuesta, Corea del Norte emitió una serie de amenazas contra Guam y contra aliados como Japón y Corea del Sur. Dos misiles volaron sobre territorio japonés y se realizó una prueba nuclear.
En un discurso pronunciado ante la Asamblea General de las Naciones Unidas en septiembre de 2017, Trump amenazó con "destruir totalmente" a Corea del Norte si Estados Unidos se veía "forzado a defenderse a sí mismo o a sus aliados"; repitiendo también su reciente apodo para Kim Jong-un como "Hombre Cohete". En respuesta, el líder norcoreano, Kim Jong-un, calificó el discurso de "tonterías groseras sin precedentes" y "comportamiento mentalmente trastornado".
El 23 de septiembre de 2017, militares estadounidenses volaron bombarderos B-1B sobre Guam, junto con escoltas de cazas F-15C Eagle de Okinawa, Japón voló en el espacio aéreo internacional sobre las aguas al este de Corea del Norte. A diferencia de misiones anteriores, los aviones de Estados Unidos no fueron acompañados por aviones de Corea del Sur o Japón. Luego, Corea del Norte dijo que un ataque con misiles contra los Estados Unidos es "inevitable".
El 30 de septiembre de 2017, el Secretario de Estado de los Estados Unidos, Rex Tillerson, dijo que Estados Unidos y Corea del Norte estaban en "contacto directo" e "investigando" la posibilidad de conversaciones.
El 9 de octubre de 2017, los bombarderos B-1 de la Fuerza Aérea Estadounidense llevaron a cabo lanzamientos de misiles simulados en ambas costas de Corea del Sur. Dos bombarderos que operan desde la Base Aérea de Andersen en Guam llevaron a cabo los ejercicios junto con los aviones de combate de los ejércitos de Corea del Sur y Japón. Este fue el primer ejercicio nocturno del bombardeo B-1 entre los tres aliados.
El 28 de noviembre de 2017, Corea del Norte disparó un misil balístico intercontinental y fue el primer lanzamiento de ese tipo en más de dos meses. El misil, que se cree es un ICBM de las Fuerzas Armadas de los Estados Unidos, Fue lanzado desde Sain Ni, Corea del Norte y voló aproximadamente 620 millas antes de aterrizar en el Mar de Japón.

#### Cumbre de Singapur del 12 de junio de 2018
El 8 de marzo de 2018, después de una reunión con el presidente Trump, el diplomático surcoreano Chung Eui-yong reveló que Kim Jong-un había expresado "entusiasmo" por reunirse con el presidente y que su oferta había sido aceptada, con una reunión propuesta para tener lugar antes de mayo. La movida fue descrita por el presidente surcoreano Moon Jae-in como un "milagro". La reunión estaba programada para el 12 de junio en Singapur, aunque después de los ejercicios militares entre los Estados Unidos y Corea del Sur, Kim Jong-un amenazó con retirarse de la cumbre, y el 24 de mayo el presidente Trump la canceló. El 1 de junio de 2018, Trump anunció que la cumbre se llevaría a cabo para el 12 de junio en Singapur después de reunirse con funcionarios norcoreanos en la Casa Blanca. El presidente Trump se reunió con el líder norcoreano el 12 de junio. Durante la reunión, se firmó un acuerdo histórico entre los dos países que exige a Corea del Norte reafirmar su compromiso con la Declaración de Panmunjom firmada entre Corea del Norte y Corea del Sur y establecer relaciones futuras entre los dos países a través de la cooperación en cuestiones tales como la recuperación de POW/MIA. Posteriormente, Trump anunció que terminarían los ejercicios de guerra entre los militares estadounidenses y surcoreanos.

#### POW/MIA remains
Los cuerpos de aproximadamente 7,700 militares estadounidenses que desaparecieron durante la guerra de Corea aún no se han recuperado, y se cree que la mayoría de estos cuerpos están en Corea del Norte. Entre 1990 y 2018, Corea del Norte devolvió los restos de 340 soldados. La cumbre del 12 de junio de 2018 entre Estados Unidos y Corea del Norte incluyó un vago acuerdo para comenzar a repatriar los restos de prisioneros de guerra POW/MIA de los Estados Unidos. Un portavoz de Estados Unidos dijo que se espera que los restos se reciban a fines de junio o principios de julio.

#### Secuelas de la cumbre
Los medios estatales de Corea del Norte declararon una nueva era de paz después de la cumbre. El 23 de junio, surgieron informes de que Corea del Norte estaba eliminando la propaganda antiestadounidense. De acuerdo con Rowan Beard de Young Pioneer Tours; "Todos los carteles antiamericanos que suelo ver en la Plaza Kim Il-sung y en las tiendas, simplemente se han ido. En cinco años trabajando en Corea del Norte, nunca los había visto desaparecer por completo antes".
El 24 de junio, Trump declaró que Corea del Norte aún representaba una "amenaza extraordinaria" para Estados Unidos y mantuvo las sanciones en el país a pesar de declarar que ya no eran una amenaza el día siguiente a la cumbre.

## Armas nucleares
Desde enero de 1958 hasta 1991, Estados Unidos tuvo armas nucleares debido a su influencia diplomática y militar en Corea del Sur por su posible uso contra Corea del Norte, alcanzando un máximo de 950 cabezas nucleares en 1967. Los informes establecen que estos han sido removidos desde entonces, pero nunca han sido confirmados por ninguna organización de terceros independiente como el OIEA. Los Estados Unidos aún mantienen "la continuación de la disuasión extendida ofrecida por el paraguas nuclear de los Estados Unidos".
En septiembre de 1956, el Jefe del Estado Mayor Conjunto, almirante Radford, le dijo al Departamento de Estado de los Estados Unidos que la intención militar de los Estados Unidos era introducir armas atómicas en Corea del Sur. En enero de 1957, el Consejo de Seguridad Nacional de Estados Unidos comenzó a considerar esta propuesta con las instrucciones del presidente Eisenhower, y luego aceptó esto. Sin embargo, el párrafo 13-D del Acuerdo de Armisticio de Corea estipuló que ambas partes no deberían introducir nuevos tipos de armas en Corea del Sur, lo que impediría la introducción de armas nucleares y misiles. Los Estados Unidos decidieron derogar unilateralmente el párrafo 13-D, rompiendo el Acuerdo de Armisticio, a pesar de las preocupaciones de los aliados de las Naciones Unidas. En una reunión de la Comisión de Armisticio Militar del 21 de junio de 1957, los Estados Unidos Informaron a los representantes de Corea del Norte que el Mando de los Estados Unidos ya no se consideraba obligado por el párrafo 13-D del armisticio. En agosto de 1957, NSC 5702/2 se permitió el lanzamiento de armas nucleares en Corea. En enero de 1958 se desplegaron misiles Honest John armados con armas nucleares y cañones atómicos de 280 mm en Corea del Sur, un año después, se agregaron misiles de crucero Matador de armamento nuclear con alcance para llegar a China y la Unión Soviética.
Corea del Norte denunció la derogación del párrafo 13-D como un intento de destruir el acuerdo de armisticio y convertir a Corea en una zona de guerra atómica de los Estados Unidos, en la Asamblea General de la ONU en noviembre de 1957, la Unión Soviética y Checoslovaquia condenaron la decisión del Comando de las Naciones Unidas de introducir armas nucleares en Corea.
Corea del Norte respondió militarmente cavando enormes fortificaciones subterráneas, y envió el despliegue de sus fuerzas convencionales para un posible contraataque contra las fuerzas estadounidenses estacionadas en Corea del Sur. En 1963, Corea del Norte pidió ayuda a la Unión Soviética para desarrollar armas nucleares, pero fue rechazada. Sin embargo, en cambio, la Unión Soviética acordó ayudar a Corea del Norte a desarrollar un programa de energía nuclear con fines pacíficos, incluida la capacitación de científicos nucleares. China más tarde, después de sus pruebas nucleares, rechazó de manera similar las solicitudes de ayuda de Corea del Norte para desarrollar armas nucleares.
Corea del Norte se unió al Tratado de No Proliferación Nuclear (TNP) como un estado no nuclear en 1985, y las conversaciones entre Corea del Norte y Corea del Sur iniciadas en 1990 dieron como resultado una Declaración de desnuclearización de 1992. Sin embargo, las fotos de inteligencia estadounidenses a principios de 1993 llevaron al Organismo Internacional de Energía Atómica (OIEA) a exigir una inspección especial de las instalaciones nucleares del Norte, lo que provocó el anuncio de Kim Il-sung en marzo de 1993 de la retirada de Corea del Norte del TNP. La resolución 825 del Consejo de Seguridad de la ONU del 11 de mayo de 1993 instó a Corea del Norte a cooperar con el OIEA y a aplicar la Declaración de desnuclearización Norte-Sur de 1992. También instó a todos los Estados miembros a alentar a Corea del Norte a responder positivamente a esta resolución y facilitar una solución del problema nuclear. 
Las conversaciones entre los Estados Unidos y Corea del Norte comenzaron en junio de 1993, pero con la falta de progreso en el desarrollo y la implementación de un acuerdo, los norcoreanos descargaron el núcleo de un importante reactor nuclear, que podría haber proporcionado suficiente materia prima para varias armas nucleares. Con las tensiones altas, Kim Il-sung invitó al expresidente estadounidense Jimmy Carter a actuar como intermediario. Carter aceptó la invitación, pero solo podía actuar como un ciudadano privado y no como un representante del gobierno. Carter logró llevar a los dos estados a la mesa de negociaciones, con el secretario de Estado adjunto para Asuntos Político-Militares, Robert Gallucci, en representación de los Estados Unidos, y el viceministro de Relaciones Exteriores de Corea del Norte, Kang Sok Ju, en representación de su país.
Los negociadores alcanzaron exitosamente el Marco Acordado de los Estados Unidos.-Corea del Norte en octubre de 1994:
- Corea del Norte acordó congelar su programa actual de enriquecimiento de plutonio, que será supervisado por el OIEA;
- Ambas partes acordaron cooperar para reemplazar los reactores moderados por grafito de Corea del Norte con reactores de agua ligera (LWR), que serán financiados y suministrados por un consorcio internacional (más tarde identificado como la Organización de Desarrollo Energético de la Península Coreana o KEDO) para una fecha objetivo de 2003;
- Los Estados Unidos y Corea del Norte acordaron trabajar juntos para almacenar de forma segura el combustible gastado del reactor de cinco megavatios y eliminarlo de manera segura que no implique reprocesamiento en Corea del Norte;
- Los Estados Unidos acordaron proporcionar envíos de diésel pesado para proporcionar energía mientras tanto;
- Las dos partes acordaron avanzar hacia la plena normalización de las relaciones políticas y económicas;
- Ambas partes acordaron trabajar juntas por la paz y la seguridad en una Península Coreana libre de armas nucleares; y
- Ambas partes acordaron trabajar juntas para fortalecer el Tratado de no proliferación nuclear.

Los historiadores Paul Lauren, Gordon Craig y Alexander George señalan que el acuerdo sufrió una serie de debilidades. No había un cronograma específico para las movidas recíprocas, y a los Estados Unidos se les concedió un tiempo muy largo para cumplir sus obligaciones de reemplazar los reactores moderados con grafito peligrosos por agua ligera. Además, ninguna organización fue elegida "para monitorear el cumplimiento, supervisar la implementación... o hacer ajustes a mitad de camino que pudieran ser necesarios". Finalmente, otras naciones interesadas, como Corea del Sur, China y Japón, no fueron incluidas en las negociaciones.
Poco después de la firma del acuerdo, el control del Congreso de los Estados Unidos cambió al Partido Republicano, que no apoyó el acuerdo. Algunos senadores republicanos estaban en contra del acuerdo, considerándolo como un apaciguamiento.
De conformidad con los términos del aarco acordado, Corea del Norte decidió congelar su programa nuclear y cooperar con los esfuerzos de verificación de los Estados Unidos y el OIEA, y en enero de 1995 los Estados Unidos suavizaron las sanciones económicas contra Corea del Norte. Inicialmente, los fondos de emergencia del Departamento de Defensa de los Estados Unidos que no estaban bajo el control del Congreso se utilizaron para financiar los suministros de petróleo de transición según el acuerdo, junto con financiamiento internacional. Desde 1996, el Congreso proporcionó fondos, aunque no siempre montos suficientes. En consecuencia, algunos de los suministros de petróleo de transición acordados se entregaron tarde. El primer director de KEDO, Stephen W. Bosworth, comentó posteriormente: "El marco acordado era un huérfano político dentro de las dos semanas posteriores a su firma".
En enero de 1995, tal como lo exige el marco acordado, los Estados Unidos y Corea del Norte negociaron un método para almacenar de manera segura el combustible gastado del reactor de cinco megavatios. De acuerdo con este método, los operadores de Estados Unidos y Corea del Norte trabajarían juntos para poder el combustible gastado y almacenar los recipientes en el estanque de combustible gastado. El enlatado real comenzó en 1995. En abril de 2000, se declaró completo el enlatado de todas las barras de combustible gastado y fragmentos de varillas accesibles.
Corea del Norte acordó aceptar las decisiones de KEDO, el financista y proveedor de los LWR, con respecto a la provisión de los reactores. Se tuvo que buscar financiamiento internacional para las plantas de energía de reemplazo de LWR. Las invitaciones formales para presentar una oferta no se emitieron hasta 1998, momento en el cual las demoras enfurecían a Corea del Norte. En mayo de 1998, Corea del Norte advirtió que reiniciaría la investigación nuclear si los Estados Unidos no pudieran instalar el LWR. Posteriormente, KEDO identificó a Sinpo como el sitio del proyecto LWR y el 21 de agosto de 1997 se llevó a cabo una iniciación formal. En diciembre de 1999, KEDO y la Corporación de Energía Eléctrica de Corea del Sur (KEPCO) firmaron el Contrato Llave en Mano, lo que permite la construcción a gran escala de los LWR, pero el gasto significativo en el proyecto LWR no comenzó hasta el año 2000.

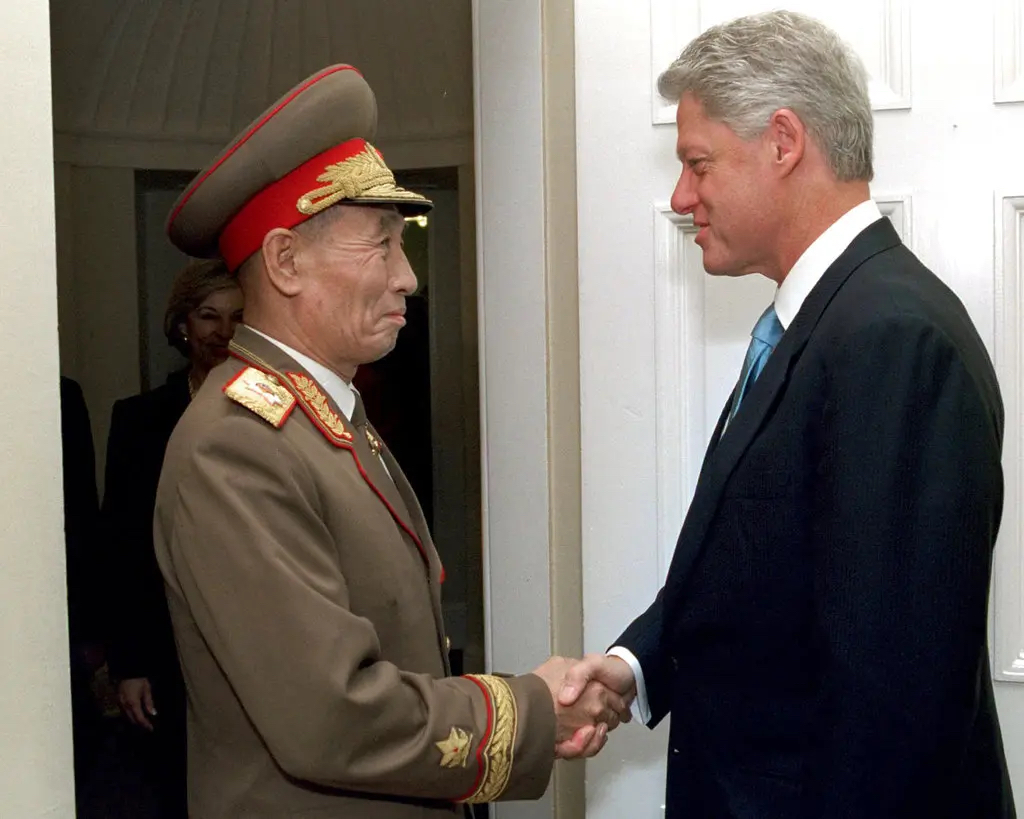
El vice mariscal Jo Myong-rok se reúne con Bill Clinton en la Casa Blanca, en octubre de 2000.

En 1998, los Estados Unidos identificaron un sitio subterráneo en Kumchang-ni, del cual se sospechaba que estaba relacionado con la energía nuclear. En marzo de 1999, Corea del Norte acordó otorgar a los Estados Unidos "acceso satisfactorio" al sitio. En octubre de 2000, durante la visita del Enviado especial Jo Myong Rok a Washington, y luego de dos visitas al sitio por equipos de expertos estadounidenses, los Estados Unidos anunciaron en un Comunicado conjunto con Corea del Norte que las preocupaciones de Estados Unidos sobre el sitio se habían resuelto.
Como se solicitó en la revisión oficial del Dr. William Perry de la política de Estados Unidos hacia Corea del Norte, los Estados Unidos y Corea del Norte iniciaron nuevas negociaciones en mayo de 2000 llamadas las Conversaciones de Implementación del Marco Acordado.
George W. Bush anunció su oposición al marco acordado durante su candidatura presidencial. Tras su toma de posesión en enero de 2001, la nueva administración comenzó una revisión de su política hacia Corea del Norte. Al concluir esa revisión, la administración anunció el 6 de junio de 2001 que había decidido continuar el diálogo con Corea del Norte sobre toda la gama de cuestiones de interés para la administración, incluida la postura de fuerza convencional, el desarrollo de misiles y la exportación de Corea del Norte. programas, prácticas de derechos humanos y cuestiones humanitarias. A partir de ese momento, los reactores de agua ligera (LWR) prometidos en el marco acordado no se habían entregado. Los dos reactores finalmente fueron suministrados por la empresa suiza ABB en 2000 en un trato de 200 millones de dólares. El contrato de ABB consistía en entregar equipos y servicios para dos centrales nucleares en Kumho, en la costa este de Corea del Norte. Donald Rumsfeld, el secretario de Defensa de los Estados Unidos, Fue miembro del directorio de ABB cuando ganó este trato, pero una portavoz del Pentágono, Victoria Clarke, dijo que Rumsfeld no recuerda haber sido presentado ante el consejo en ningún momento. La construcción de estos reactores finalmente se suspendió.
En 2002, el gobierno de los Estados Unidos anunció que liberaría 95 millones de dólares a Corea del Norte como parte del Marco Acordado. Al liberar los fondos, el presidente George W. Bush renunció al requisito del Marco de que Corea del Norte permita que los inspectores se aseguren de no haber ocultado ningún plutonio apto para armas de los reactores originales. El presidente Bush argumentó que la decisión era "vital para los intereses de seguridad nacional de los Estados Unidos".
En 2002, la administración afirmó que Corea del Norte estaba desarrollando un programa de enriquecimiento de uranio para armas nucleares. Las tensiones entre Estados Unidos y Corea del Norte aumentaron cuando Bush clasificó a Corea del Norte como parte del "Eje del Mal" en su discurso sobre el Estado de la Unión de 2002.
Cuando se reanudó el diálogo directo entre Estados Unidos y Corea del Norte en octubre de 2002, este programa de enriquecimiento de uranio ocupaba un lugar destacado en la agenda de los Estados Unidos los funcionarios de Corea del Norte reconocieron ante una delegación estadounidense, encabezada por el subsecretario de Estado para Asuntos de Asia Oriental y el Pacífico, James A. Kelly, la existencia del programa de enriquecimiento de uranio. Tal programa violaba las obligaciones de Corea del Norte en virtud del TNP y sus compromisos en la Declaración de desnuclearización Norte-Sur de 1992 y el Marco Acordado de 1994. El lado de Estados Unidos declaró que Corea del Norte tendría que dar por terminado el programa antes de que se pueda avanzar en las relaciones entre Estados Unidos y Corea del Norte. El lado estadounidense también afirmó que si este programa se eliminara de manera verificable, los Estados Unidos estarían preparados para trabajar con Corea del Norte en el desarrollo de una relación fundamentalmente nueva. En noviembre de 2002, los miembros de KEDO acordaron suspender los envíos de combustible pesado a Corea del Norte a la espera de una resolución de la disputa nuclear.
Después de la muerte de Kim Jong-il el 17 de diciembre de 2011, su hijo Kim Jong-un heredó el régimen. Este último anunció el 29 de febrero de 2012 que Corea del Norte congelará las pruebas nucleares, los lanzamientos de misiles de largo alcance y el enriquecimiento de uranio en su planta de Yongbyon. Además, el nuevo líder invitó a inspectores nucleares internacionales que fueron expulsados en 2009. La administración Obama respondió ofreciendo 240,000 toneladas de alimentos, principalmente en forma de galletas. Esto indicó un debilitamiento del oeste con respecto a la insistencia de Corea del Norte de que la ayuda alimentaria debe incluir granos.
A finales de 2002 y principios de 2003, Corea del Norte suspendió la congelación de sus instalaciones nucleares existentes, expulsó a los inspectores de la AIEA, retiró las juntas y el equipo de monitoreo, abandonó el TNP y reanudó el reprocesamiento del combustible nuclear gastado para extraer plutonio con fines armamentísticos. Posteriormente, Corea del Norte anunció que estaba tomando estas medidas para proporcionarse una fuerza disuasoria frente a las amenazas de Estados Unidos y la "política hostil" de los Estados Unidos. A partir de mediados de 2003, el Sur afirmó repetidamente haber completado el reprocesamiento de las barras de combustible gastado previamente congeladas en Yongbyon y mantuvo la cooperación con los vecinos de Corea del Norte, que también expresaron su preocupación por la amenaza a la estabilidad y seguridad regional que creen que plantea. El objetivo declarado de la Administración Bush es la eliminación completa, verificable e irreversible del programa de armas nucleares de Corea del Norte. Los vecinos de Corea del Norte se han unido a los Estados Unidos para apoyar una Península de Corea libre de armas nucleares. Sin embargo, las acciones de los Estados Unidos habían sido mucho más hostiles a las relaciones normalizadas con Corea del Norte, y la administración siguió sugiriendo el cambio de régimen como un objetivo principal. La administración Bush se había resistido sistemáticamente a las conversaciones bipartitas con Corea del Norte. Un acuerdo de septiembre de 2005 tuvo lugar solo después de que el gobierno chino amenazó con acusar públicamente a Estados Unidos de negarse a entablar negociaciones.

### Diálogo de los Seis
A principios de 2003, se propuso que se celebraran conversaciones multilaterales entre las seis partes más importantes con el objetivo de llegar a un acuerdo por medios diplomáticos. Corea del Norte inicialmente se opuso a tal proceso, sosteniendo que la disputa nuclear era un asunto puramente bilateral entre ellos y los Estados Unidos. Sin embargo, bajo la presión de sus vecinos y con la participación activa de China, Corea del Norte aceptó las conversaciones tripartitas preliminares con China y Estados Unidos en Pekín en abril de 2003.
Después de esta reunión, Corea del Norte aceptó entonces conversaciones a seis bandas, entre los Estados Unidos, Corea del Norte, Corea del Sur, China, Japón y Rusia. La primera ronda de conversaciones se llevó a cabo en agosto de 2003, y las siguientes rondas se realizaron a intervalos regulares. Después de 13 meses de conversaciones de congelación entre la primera y la segunda fase de la quinta ronda, Corea del Norte regresó a las conversaciones. Este comportamiento fue en represalia por la acción de Estados Unidos de congelar las cuentas bancarias de Corea del Norte en Macao. A principios de 2005, el gobierno de los Estados Unidos dijo a sus aliados de Asia del Este que Pionyang había exportado material nuclear a Libia. Esto fracasó cuando los aliados asiáticos descubrieron que el gobierno de los Estados Unidos había ocultado la participación de Pakistán; un aliado clave de los Estados Unidos era el intermediario del arma. En marzo de 2005, Condoleezza Rice tuvo que viajar al este de Asia en un esfuerzo por reparar el daño.
La tercera fase de la quinta ronda de conversaciones, celebrada el 8 de febrero de 2007, concluyó con un histórico acuerdo de acción por acción. La buena voluntad de ambas partes ha llevado a que Estados Unidos descongele todos los activos de Corea del Norte el 19 de marzo de 2007.
A partir del 11 de octubre de 2008, Corea del Norte aceptó todas las demandas de inspección nuclear de los Estados Unidos y la Administración Bush respondió retirando a Corea del Norte de una lista negra de terrorismo a pesar de que el gobierno estadounidense amenaza con poner fin a las negociaciones.

### Resurgimiento de hostilidades
A partir de finales de agosto de 2008, Corea del Norte supuestamente reanudó sus actividades nucleares en la instalación nuclear de Yongbyon, aparentemente trasladando equipos y suministros nucleares a las instalaciones. Desde entonces, la actividad de Corea del Norte en las instalaciones ha aumentado constantemente, con Corea del Norte amenazando la posible reactivación de Yongbyon.
Corea del Norte ha argumentado que los Estados Unidos no han cumplido sus promesas en el proceso de desarme, ya que no han eliminado al país de su lista de patrocinadores del terrorismo o enviado la ayuda prometida al país. Los Estados Unidos han declarado recientemente que no eliminarán a Corea del Norte de su lista hasta que haya afirmado que Corea del Norte seguirá adelante con su desarme continuo. Corea del Norte ha prohibido a los inspectores de la IAEA desde el sitio Yongbyon, y el sur ha afirmado que Corea del Norte está presionando para la fabricación de una ojiva nuclear. Corea del Norte realizó recientemente pruebas con misiles de corto alcance. Estados Unidos está alentando la reanudación de las conversaciones a seis bandas.

### Remoción de la lista de países patrocinantes del Terrorismo
El 11 de octubre de 2008, Estados Unidos y Corea del Norte lograron un acuerdo en el que Corea del Norte acordó reanudar el desarme de su programa nuclear y una vez más permitió a los inspectores realizar pruebas forenses de sus materiales nucleares disponibles. Corea del Norte  también acordó proporcionar detalles completos sobre su programa de uranio de larga data. Estos últimos acontecimientos culminaron en la tan esperada eliminación de Corea del Norte de la lista de Patrocinadores del Terrorismo de Estados Unidos en el mismo día.

### Pruebas Nucleares

#### 2006
Las agencias de inteligencia de Estados Unidos confirmaron que se realizó una prueba. Tony Snow, secretario de prensa de la Casa Blanca del presidente George W. Bush, dijo que Estados Unidos iría a las Naciones Unidas para determinar "cuáles deberían ser nuestros próximos pasos en respuesta a este paso tan serio". El lunes 9 de octubre de 2006, el presidente Bush declaró en un discurso televisado que tal afirmación de una prueba es un "acto de provocación" y los Estados Unidos condena tales actos. El presidente Bush declaró que Estados Unidos está "comprometido con la diplomacia" pero que "seguirá protegiendo los intereses de la nación". Después se dio el Diálogo de los Seis.

#### 2009
El 25 de mayo de 2009, las relaciones entre Estados Unidos y Corea del Norte se deterioraron aún más cuando Corea del Norte realizó otra prueba nuclear, la primera desde la prueba de 2006. La prueba fue nuevamente conducida bajo tierra y explotó con un rendimiento comparable al de las bombas Little Boy y Fat Man que destruyeron Hiroshima y Nagasaki, respectivamente. Estados Unidos reaccionó favorablemente a las reacciones de China y Rusia, que condenaron las acciones de Corea del Norte a pesar de que ambos son fuertes aliados de Corea del Norte. Los Estados Unidos, junto con todos los demás miembros de las estancadas Diálogo de los Seis, condenaron enérgicamente la prueba y dijeron que Corea del Norte "pagaría un precio por sus acciones". Los Estados Unidos también condenaron enérgicamente la serie subsiguiente de pruebas de misiles de corto alcance que siguieron a la detonación.

#### 2013
El 24 de enero de 2013, los funcionarios en Corea del Norte declararon abiertamente que tenían la intención de planificar una tercera prueba nuclear. Una declaración escrita de la Comisión de Defensa Nacional de Corea del Norte declaró que "una prueba nuclear de mayor nivel se dirigirá contra los Estados Unidos, el enemigo jurado del pueblo coreano". La comunidad de inteligencia de los Estados Unidos cree que, desde enero de 2013, Corea del Norte tiene la capacidad de apuntar a Hawái con su tecnología y recursos actuales, y podría llegar a los Estados Unidos contiguos dentro de tres años. La Casa Blanca ha declarado que la declaración coreana es "innecesariamente provocativa" y que "nuevas provocaciones solo aumentarán el aislamiento de Pyongyang". El análisis de fotos satelitales realizado por el Instituto U.S.-Korea Institute at Johns Hopkins School of Advanced International Studies of the Punggye-ri nuclear test indica que Corea del Norte estaba preparando para pruebas nucleares al mismo tiempo que emitió la amenaza. Las declaraciones posteriores de Corea del Norte también incluyeron amenazas directas contra Corea del Sur, indicando que Corea del Norte "tomará fuertes contramedidas físicas contra" el Sur en respuesta a las sanciones de la ONU contra el Norte.  Una encuesta de Gallup realizada en 2013 reveló que "los estadounidenses (55%) dijeron que los Estados Unidos debían defender a Corea del Sur si era atacado por su vecino del norte, mientras que alrededor de un tercio (34%) dijeron que no debería".
El 12 de febrero de 2013, Corea del Norte realizó una tercera prueba nuclear.

#### 2016
El 6 de enero de 2016, Corea del Norte realizó una cuarta prueba nuclear. Los funcionarios de Corea del Norte también anunciaron que los científicos de Corea del Norte han miniaturizado armas nucleares.
En febrero de 2016, el presidente Barack Obama promulgó la Ley de Sanciones y Mejora de Políticas de Corea del Norte de 2016, que aprobó la Cámara de Representantes y el Senado con un apoyo casi unánime. El Inquisitr informó: "En febrero, el presidente Obama golpeó a Corea del Norte con una ronda de sanciones aprobadas por el Congreso que limitan severamente el crecimiento de la economía norcoreana, una medida que China criticó y afirmó que las sanciones podrían paralizar la economía de Corea del Norte".

#### 2017
La administración Trump hizo sonar la alarma sobre el desarrollo por Corea del Norte de armas nucleares y misiles que podrían golpear a los Estados Unidos. Intentó obtener el apoyo de Rusia y China, así como de Corea del Sur y Japón.
Corea del Norte realizó una sexta prueba nuclear, la primera de un arma termonuclear, el 3 de septiembre de 2017.
El 20 de noviembre de 2017, Trump anunció oficialmente la reinscripción de Corea del Norte como en la lista de países patrocinadores del terrorismo.

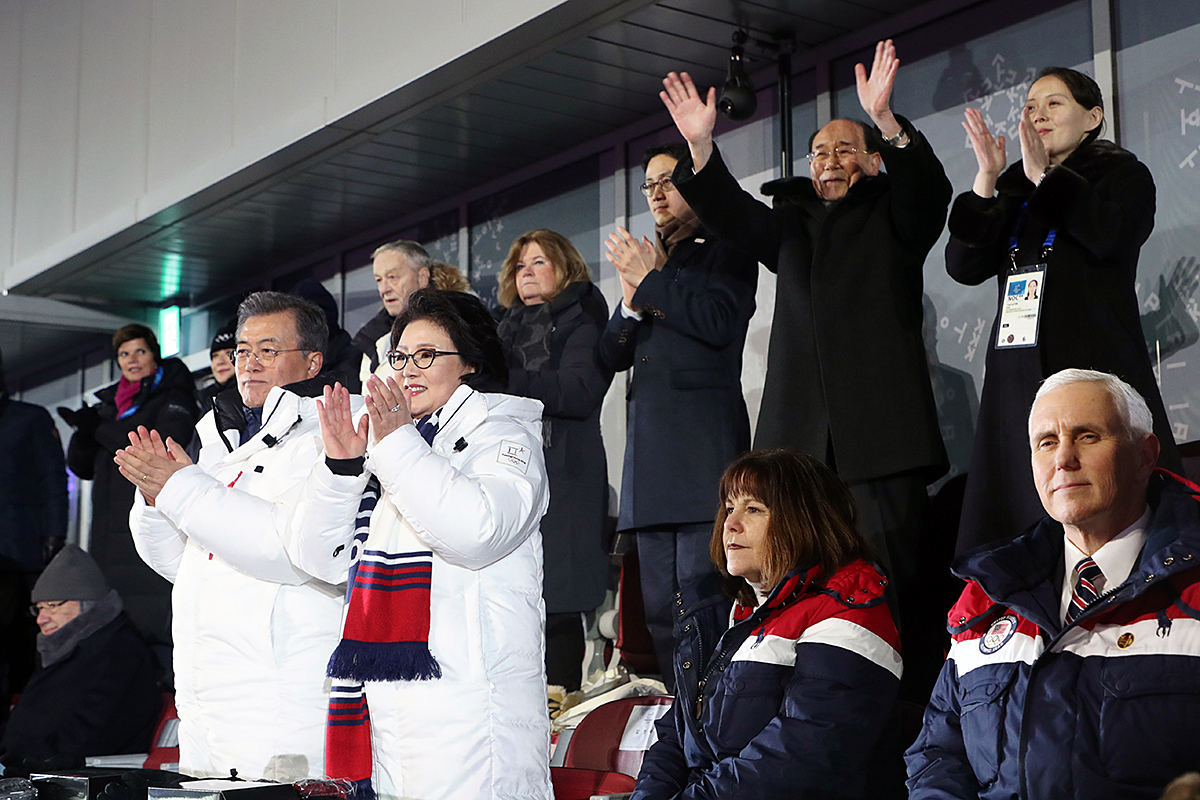
La hermana del líder norcoreano Kim Yo-jong (derecha), el presidente surcoreano Moon Jae-in y Mike Pence en los Juegos Olímpicos de Invierno 2018

IEn diciembre de 2017, el exjefe del Estado Mayor Conjunto, Michael Mullen dijo durante una entrevista con Martha Raddatz en ABC This Week que Estados Unidos no resolvió diplomáticamente, y advirtió que Corea del Norte estaba más cerca de una Guerra Nuclear con Estados Unidos. Dijo en un comunicado: "En realidad, estamos más cerca, en mi opinión, de una guerra nuclear con Corea del Norte y en esa región que nunca antes"

#### 2018

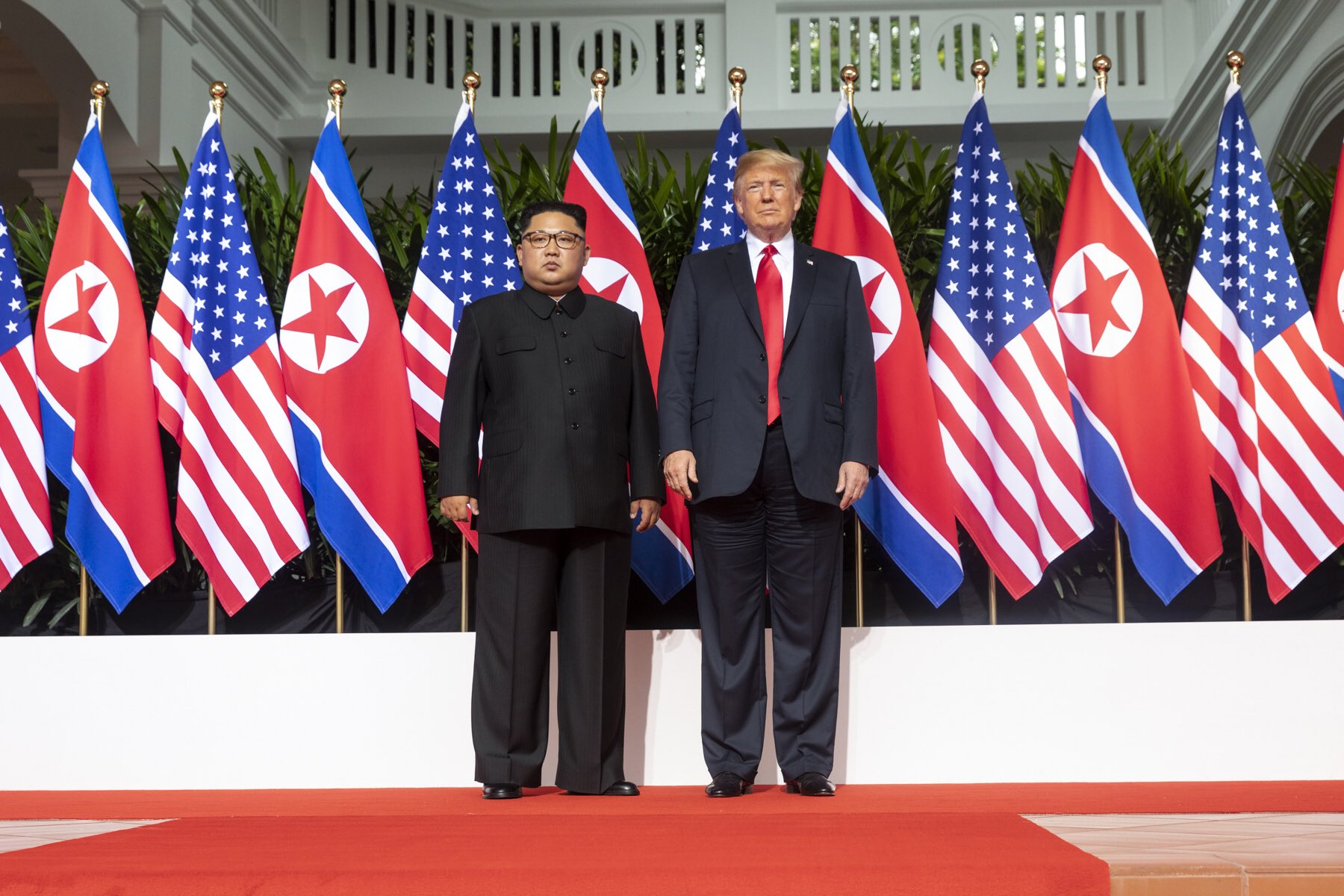
La histórica Cumbre de Singapur en junio de 2018

El 15 de febrero de 2018, después de informes de medios anteriores, La administración Trump negó considerar un supuesto ataque preventivo de "nariz sangrienta" contra el programa nuclear de Corea del Norte. La subsecretaria de Estado para Asuntos de Asia Oriental y el Pacífico Susan Thornton confirmó que la política de la administración sigue siendo de "presión máxima" a través de sanciones económicas para lograr que Corea del Norte negocie la eliminación de sus armas nucleares. Sin embargo, Thornton reiteró que las opciones militares aún están "sobre la mesa" y que Pionyang se vería obligado a abandonar sus armas nucleares "de una forma u otra".
El 8 de marzo de 2018, la Casa Blanca confirmó que el presidente Trump aceptaría una invitación a la reunión de Kim Jong-un, y que se espera que ocurra para el próximo mes de mayo. La secretaria de prensa, Sarah Sanders dijo que "mientras tanto, todas las sanciones y la presión máxima deben permanecer".

## Opinión de los estadounidenses sobre Corea del Norte
Desde la toma de posesión de Donald Trump, él y el líder norcoreano Kim Jong-un han intercambiado insultos en numerosas ocasiones. El presidente Trump a menudo utiliza Twitter para hablar sobre Kim Jong-un y la situación actual de Corea del Norte. La situación se ha elevado seriamente, preocupando a muchos estadounidenses. Una gran mayoría de los estadounidenses (70%) piensa que Corea del Norte representa una seria amenaza para Estados Unidos, mientras que el 14% de los estadounidenses cree que no es una amenaza en absoluto. Muchos estadounidenses han mostrado dudas y, a veces, abierta oposición al presidente Trump durante la crisis. Una pluralidad de estadounidenses cree que el presidente Trump carece de la responsabilidad de manejar la situación actual de Corea del Norte. Los estadounidenses confían más en los líderes militares de Estados Unidos que en el presidente Trump para manejar la situación actual de Corea del Norte. Aun así, muchos estadounidenses parecen no estar seguros de con quién se sienten más cómodos manejando la situación. Los estadounidenses todavía dudan de la acción militar, ya que la mayoría de los estadounidenses todavía se oponen a la intervención militar preventiva. Las principales personas dentro de las fuerzas armadas y el gobierno ven que esta situación se intensifica a la acción militar, mientras que algunos todavía tienen la esperanza de que la paz sea posible. Aun así, los Estados Unidos continúan imponiendo sanciones a Corea del Norte.
| Respuesta                 | Porcentaje |
| ------------------------- | ---------- |
| Amenaza grave             | 70%        |
| Amenaza, no es grave      | 13%        |
| No representa una amenaza | 14%        |
| Sin opinión               | 3%         |

P: ¿En qué medida confía en que Donald Trump actuará de manera responsable al manejar la situación que involucra a Corea del Norte, una gran cantidad, una buena cantidad, solo algunas o ninguna?
| Respuesta      | Porcentaje |
| -------------- | ---------- |
| Gran cantidad  | 23%        |
| Buena cantidad | 14%        |
| Solo alguna    | 20%        |
| Ninguna        | 42%        |
| Sin opinión    | 1%         |

P: ¿En qué medida confía en que el líder norcoreano, Kim Jong-un, actúe responsablemente en el manejo de la situación que involucra a Corea del Norte, una gran cantidad, una buena cantidad, solo algunas o ninguna?
| Respuesta          | Porcentaje |
| ------------------ | ---------- |
| Una gran cantidad  | 4%         |
| Una buena cantidad | 3%         |
| Solo alguna        | 13%        |
| Ninguna            | 76%        |
| Sin opinión        | 3%         |

P: ¿En qué medida confía en que los líderes militares de Estados Unidos actúen responsablemente en el manejo de la situación que involucra a Corea del Norte, una gran cantidad, una buena cantidad, solo algunos o ninguno?
| Respuesta          | Porcentaje |
| ------------------ | ---------- |
| Una gran cantidad  | 43%        |
| Una buena cantidad | 29%        |
| Solo alguna        | 20%        |
| Ninguna            | 7%         |
| Sin opinión        | 2%         |

P: Para intentar que Corea del Norte renuncie a sus armas nucleares, ¿apoyaría o se opondría a que Estados Unidos ofrezca incentivos financieros a Corea del Norte, como dinero de ayuda o más comercio?
|                      | Apoya | Se opone |
| -------------------- | ----- | -------- |
| Todos los adultos    | 32%   | 61%      |
| Votantes registrados | 31%   | 63%      |

P: Para tratar de lograr que Corea del Norte renuncie a sus armas nucleares, ¿apoyaría o se opondría al bombardeo estadounidense de los objetivos militares de Corea del Norte?
|                      | Apoya | Se opone |
| -------------------- | ----- | -------- |
| Todos los adultos    | 39%   | 54%      |
| Votantes registrados | 42%   | 52%      |

P: Para intentar que Corea del Norte renuncie a sus armas nucleares, ¿apoyaría o se opondría a que Estados Unidos acuerde dejar de realizar ejercicios militares de Estados Unidos con Corea del Sur?
|                      | Apoya | Se opone |
| -------------------- | ----- | -------- |
| Todos los adultos    | 43%   | 47%      |
| Votantes registrados | 40%   | 51%      |

P: En general, ¿deberían los Estados Unidos. (Lanzar un ataque militar contra Corea del Norte primero, antes de que pueda atacar a Estados Unidos o aliados de los Estados Unidos) O los Estados Unidos (Solo atacar a Corea del Norte si ataca a Estados Unidos o sus aliados de Estados Unidos?
|                      | Estados Unidos debería lanzar un ataque militar contra Corea del Norte primero | Estados Unidos solo debería lanzar un ataque militar si Corea del Norte ataca primero |
| -------------------- | ------------------------------------------------------------------------------ | ------------------------------------------------------------------------------------- |
| Todos los adultos    | 23%                                                                            | 67%                                                                                   |
| Votantes Registrados | 22%                                                                            | 68%                                                                                   |

P: Si Estados Unidos lanzó primero un ataque militar contra Corea del Norte, ¿cree que se arriesgaría o no a comenzar una guerra más grande en el este de Asia? SI RIESGO: ¿Cree que eso sería un riesgo importante? o un riesgo, pero no importante? (Resultados de todos los adultos)
| Respuesta       | Porcentaje |
| --------------- | ---------- |
| Riesgo mayor    | 69%        |
| Riesgo no mayor | 13%        |
| No es un riesgo | 13%        |
| Sin opinión     | 5%         |

Sin embargo, aunque los estadounidenses están inclinados a posiciones defensivas y pacifistas contra Corea del Norte, la Encuesta Global de Actitudes realizada por Pew Research Center en la primavera de 2017 sugiere cómo la mayoría de los estadounidenses (64%) espera la intervención militar de los Estados Unidos si una de los aliados del Pacífico (particularmente Japón y Corea del Sur) entrarán en conflicto militar con Corea del Norte. En contraste, la encuesta señala cómo el 30% de los estadounidenses se oponen a tal intervencionismo. Tanto en una perspectiva paralela como comparativa, la mayoría de los ciudadanos surcoreanos y japoneses (91% y 82% respectivamente) también esperan una intervención militar de Estados Unidos, si su país fue atacado por Corea del Norte.